# Szabadtéri Néprajzi Múzeum (Szentendre)
A Szabadtéri Néprajzi Múzeum (közismertebb nevén szentendrei Skanzen) Magyarország legnagyobb szabadtéri múzeuma. Közel 80 hektáros területén[forrás?] a magyar nyelvterület népi építészete, lakáskultúrája, gazdálkodása és életmódja elevenedik meg a látogatók előtt. A múzeum állandó kiállítása eredeti és áttelepített, illetve hiteles másolatban megépített épületek – lakóházak, gazdasági melléképületek, malmok, templomok – segítségével mutatja be a régmúlt vidéki örökségét tájegységekre tagolva. Az állandó szabadtéri kiállítás a 18. század közepétől a 20. század közepéig tartó időszakot öleli át.

## Fekvése
Szentendre észak-nyugati részén, a Lajos-forráshoz és Dömör-kapuhoz vezető Sztaravodai út (11 112-es út) mellett található, Pilisszentlászló és Visegrád irányában; Budapest felől a 11-es főútról közelíthető meg. A Skanzen a Duna–Ipoly Nemzeti Park részeként természetvédelmi területen, a Visegrádi-hegység délkeleti lejtőjén, a Sztaravoda-patak völgyében helyezkedik el, így nem csak az épületegyüttese, hanem természeti környezete is fokozottan védett terület.

## Története
A skanzenek története 1891-ben kezdődött az első szabadtéri múzeum megnyitásával. Artur Hazelius (1833–1901) álmodta meg azt a múzeumtípust, amely eredeti, áttelepített építmények segítségével mutatja be egy-egy régió falusi és városi építészetét, lakáskultúráját és életmódját. Azonban Hazelius a puszta ismertetésnél is többet valósított meg: egy olyan, életmódot és társadalmat is bemutató intézményt, amelyben a korabeli hármas feladatrenden túl (gyűjtés, megőrzés, bemutatás) a tanítás és szórakoztatás is lehetőséget kapott. Ez a gondolat kísérte a szentendrei múzeum történetét is.
1896-ban a budapesti Városligetben a milleniumi ünnepségek keretében felépítették az úgynevezett Néprajzi Falut, az első időszaki magyar szabadtéri kiállítást. Ezután évtizedekig formálódott a magyar Skanzen ügye, néprajzkutatók, építészek, politikusok és civilek közreműködésével.
Vargha László építész, egyetemi tanár a magyarországi szabadtéri múzeum gondolatának egyik legelszántabb támogatója és előmozdítója volt. Ő dolgozta ki a múzeum építési módszertanát, gyűjteménye pedig az első telepítési tervek alapköve volt. Először 1937-ben fogalmazta meg elképzeléseit a „magyar Skansen”-ről, amelyet néprajzosok és építészek közös vállalkozásának tekintett. A létrehozandó múzeum előképének az első szabadtéri múzeumot, a stockholmi Skansent, illetve a Jankó János néprajzkutató által a milleniumi ünnepségek keretében megvalósított Néprajzi Falut tekintette.
A Skanzen építésének indulását a történelmi helyzet, a Kádár-rendszer fokozatosan enyhülő légköre segítette. Az 1960-as évek konszolidációja, a gazdasági fejlődés eredményeként a magyar társadalomban megindult lökéshullámszerű életmódbeli változások, „kockaház cunami” gyorsította a népi építészeti emlékek pusztulását. A kulturális nyitás, a helyi értelmiségi lokálpatriotizmusa segítette a hagyományok, a népi építészeti emlékek megőrzésének lehetőségét. Ezek a tényezők is közrejátszottak abban, hogy az MSZMP Központi Bizottságának Agitációs és Propaganda Osztálya (APO) 1965-ben elfogadta a Szabadtéri Néprajzi Múzeum megvalósításának tervét, ezzel a legfőbb politikai vezetés is zöld utat adott az építkezés megindításának.
1967. február 1-jén a budapesti Néprajzi Múzeum részeként, Falumúzeum Osztály néven megalakult a Szabadtéri Néprajzi Múzeum. A múzeum létrehozásának célja volt, hogy egy helyen épüljön fel egy Magyarország különböző népi építészeti tájegységeit reprezentáló műemléki lakó-, gazdasági- és ipari épületegyüttes, mely szabadtéri múzeumként látogatható.

## Telepítési koncepció
A múzeum egyik legfontosabb szakmai dokumentuma az úgynevezett telepítési koncepció, amely meghatározza az intézmény tájegységi struktúráját és az áttelepítendő épületek listáját is tartalmazza. 1970-ben a Szabadtéri Múzeumok Országos Tanácsa elfogadta a Hoffmann Tamás által jegyzett végleges épületjegyzéket (A Szabadtéri Néprajzi Múzeum, Szentendre telepítési terve és épületjegyzéke), amely tíz tájegységet és öt tematikus egységet foglalt magába. Összesen 311 építményt jelöltek meg, köztük 66 lakóházat, 7 templomot és haranglábat, illetve 10 malmot. Ez a koncepció alapvetően gazdaság- és társadalomtörténeti szempontokat érvényesített, illetve az egyre dinamikusabb népi építészeti kutatások eredményeit is felhasználta. Nemzetközi szinten is egyedülálló módon az épületeket a régiókra jellemző településszerkezeti modellekben mutatta be. Ugyan az elmúlt évtizedekben bizonyos finomítások történtek, ez a telepítési koncepció kiállta az idő próbáját, ma is ez képezi a Skanzen telepítési tervének alapját.
Az épületek kiválasztásának szempontjainál, illetve az áttelepítés (vagy rekonstrukció) metódusánál nem az egyedi, hanem a tipikus, az épülettípusok változatai kerülnek kiválasztásra. Gazdaság- és társadalomtörténeti szempontok éppúgy érvényesülnek, mint családtörténeti, kulturális, felekezeti és nemzetiség jellemzők.
Az Alapító Okirat 1998-as módosítása eredményeképpen a 2000-es évek óta a múzeum gyűjtőterülete már nem csak a trianoni Magyarország, hanem az egész magyar nyelvterület.
Ezzel párhuzamosan megtörtént a tudományos telepítési koncepció bővítése térben, időben és tematikában egyaránt, melynek köszönhetően új tájegységekkel gyarapodott a bemutatandó kiállítási egységek száma:
- a középkori falu (az Árpád-kor 12-13. századi időszaka és a késő középkor 15. század végi, 16. század eleji építészete),

- a 20. századi épületegyüttes (a magyar falu átalakulása 1920 és napjaink közti időszakban)

- és a 2017-ben megkezdett fejlesztés, az Erdély épületegyüttes, amely 2022 májusában nyílt meg.

## A skanzenek módszertana
A szabadtéri múzeumok építési módszere egyedi muzeológiai metódus. Néprajzi és építészeti felmérések alapján kiválasztott épületeket bontanak le és építenek fel újra a múzeum területén. Az 1980-as években a népi műemlékvédelem megerősödésével párhuzamosan változott a szemlélet e tekintetben. A szakemberek sok esetben inkább arra törekedtek, hogy a népi építészeti értékeit, ha lehet, helyben őrizzék meg. Nagy hangsúlyt kapott az eredeti falukép, a műemlékegyüttesek védelme. Ennek ellenére jelentős, meghatározó épületek semmisültek meg, amelyeket így már csak rekonstrukcióként lehetett megőrizni.
A skanzenekben ezért elfogadottá vált az eredeti technikákat és helyi anyagokat felhasználó hiteles másolatok építése. A hitelesség azt jelenti, hogy az eredeti anyagokból a szerkezet, a méretek és a formák megtartásával épül fel az épület, az eredetileg alkalmazott technológiával. Ez az általános gyakorlat Szentendrén is. A lakóházak, a parasztporta építményei, a szakrális épületek, a különböző közösségi építmények egy-egy tájegységre jellemző településképbe rendezve épülnek meg.
A néprajzos és az építész közös munkája az épületek felmérése, amelyhez épülettörténeti, családtörténeti kutatások is tartoznak. A bontást megelőzően és gyakran a bontással párhuzamosan régészeti módszerekkel végeznek falkutatást, padlókutatást. Ezek segítségével ismerik meg az épület láthatatlan történetét, átépítéseket, falfestéseket, a tűzhelyek elhelyezkedését és formáját. Alapelv, hogy egy épületből mindent áttelepítenek, ami az adott kor technikai lehetőségei mellett csak lehetséges: leginkább a boronafalakat, a téglákat, cserepeket, nyílászárókat.

## Tudományos kutatóműhely
A Szabadtéri Néprajzi Múzeum alapítása óta a magyar népi építészeti kutatások legfontosabb központja. 1980-ban a kulturális miniszter az MTA-val egyetértésben a múzeumot tudományos kutatóműhellyé nyilvánította. A múzeum rendszeresen jelentet meg kiadványokat, tanulmányköteteket - ilyenek a Ház és Ember c. múzeumi évkönyv, valamint a Skanzen Könyvek és Skanzen Füzetek.

## Az állandó kiállítás
Az elkészült tájegységek:

### Felső Tiszavidék (III.)

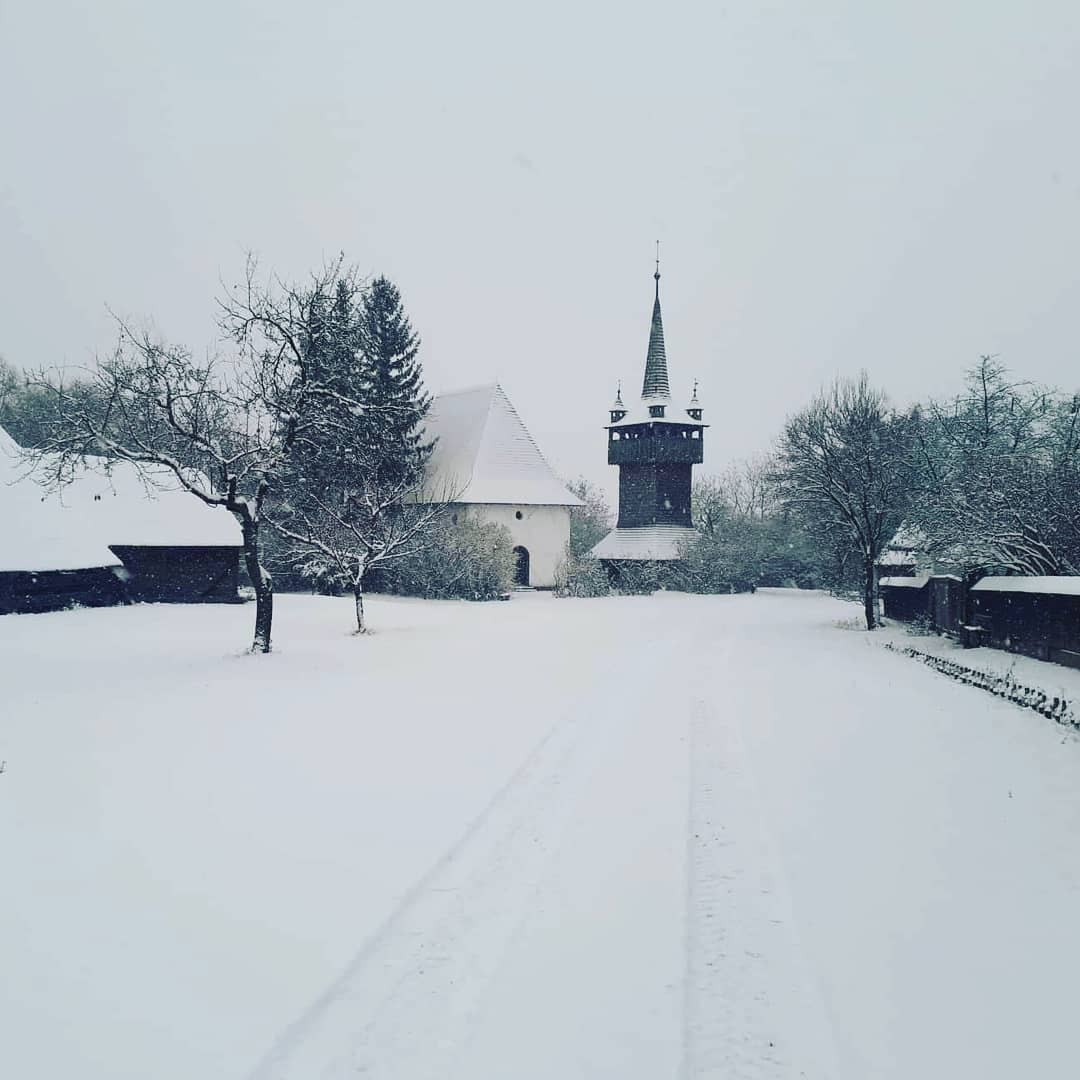
A Felső-Tiszavidék tájegység utcarészlete a Haranglábbal, hótakaróban

1974-ben fejezték be.
- III-1 Lakóház, Kispalád
- III-2 Lakóház, Botpalád
- III-3 Lakóház, Uszka
- III-4 Lakóház, Milota
- III-5 Harangláb, Nemesborzova
- III-5 Református templom, Mánd
- III-6 Szárazmalom, Vámosoroszi
- III-7 Méhes, Panyola
- Református temető

### Kisalföld (X.)
1987-ben nyitották meg.
- X-1 Kegyszobor, Csepreg
- X-2 Uradalmi szőlőprésszín, Nyúl
- X-3 Fogadalmi kápolna, Jánossomorja (Mosonszentjános)

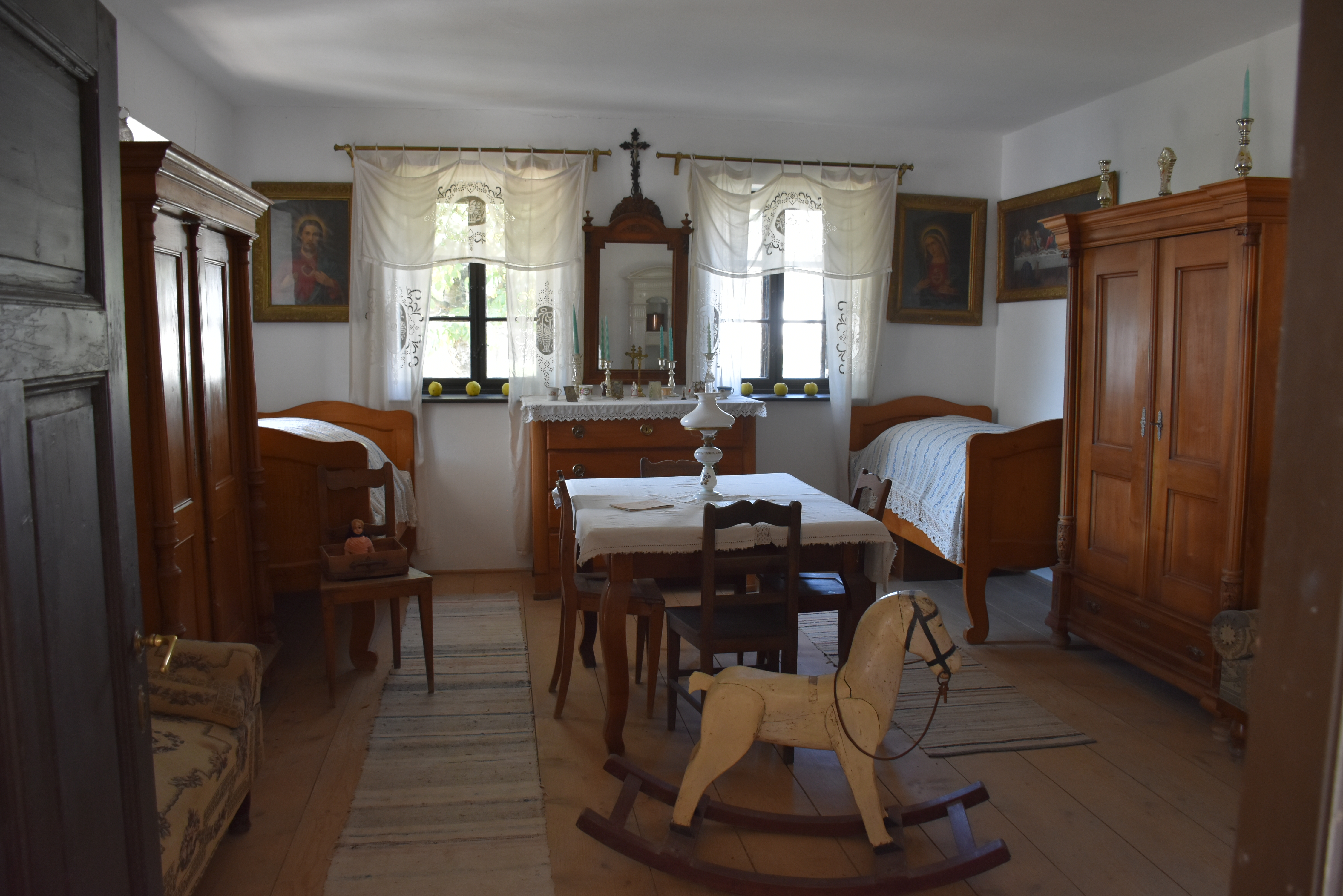
A Süttöri lakóház első szobája

- X-4 Lakóház, Harka
- X-5 Lakóház, Jánossomorja
- X-6 Harangláb, Újkér
- X-7 Lakóház, Bogyoszló
- X-8 Lakóház, SüttörA Süttöri lakóház első szobája
- X-9 Tiprómalom, Mosonszentmiklós
- X-10 Kálvária, Veszkény
- X-11 Külső kemencék, Kisbodak
- X-12 Méhes, Nagybajcs
- X-13 Lakóház, Ásványráró
- X-14 Lakóház, Rábcakapi
- X-15 Lakóház, Und
- X-16 Lakóház , Táp
- X-17 Kovácsműhely, Szilsárkány

### Nyugat-Dunántúl (IX.)
1993-ban adták át.
- IX-1 Útmenti kereszt, Lendvadedes
- IX-2 Lakóház, Vöckönd
- IX-3 Lakóház, Szentgyörgyvölgy

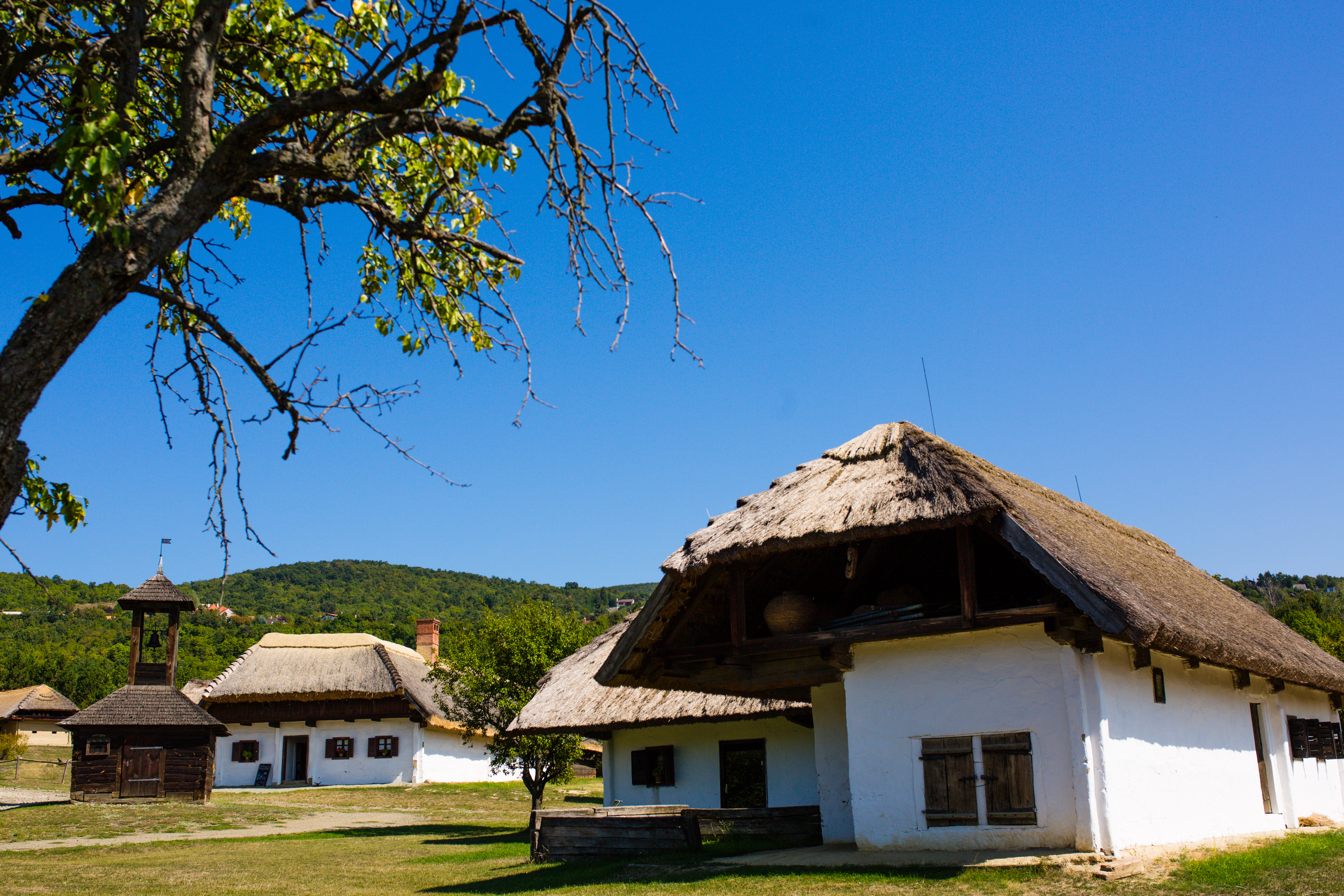
Nyugat-Dunántúl tájegység

- IX-4 Harangláb, Felsőszenterzsébet
- IX-5 Iskola, Kondorfa
- IX-6 Lakóház, Baglad
- IX-7 Kovácsműhely, Szentgyörgyvölgy
- IX-8 Présházpince, Bocfölde
- IX-9 Ikerpince, Letenye
- IX-10 Szobás présházpince, Rédics
- IX-11 Présházpince, Lendvadedes
- IX-12 Pince, Kőszeg
- IX-13 Kerített ház, Szalafő
- IX-15 Lakóház, Rédics
- IX-16 Kerekeskút, Rigyác

### Alföldi mezőváros (VI.)

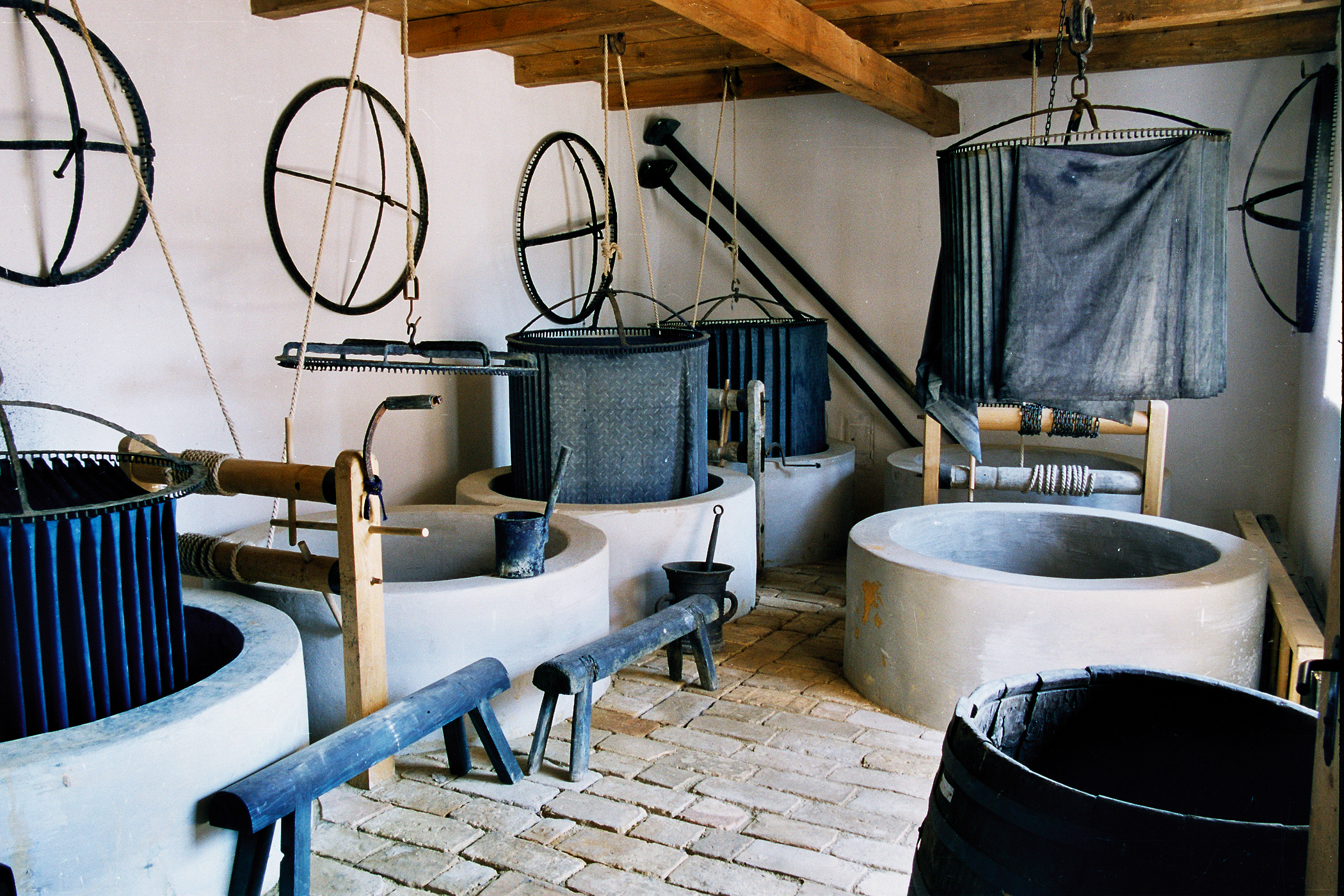
A Nagykőrösi kékfestő műhely a Skanzenben

Eddig felépült:
- VI-1 Fogadó, Jászárokszállás
- VI-3 Lakóház, Sükösd
- VI-4 Lakóház, Hajdúbagos
- VI-6 Kékfestőműhely, NagykőrösA Nagykőrösi kékfestő műhely a Skanzenben
- VI-7 Tímárműhely, Baja
- VI-8 Pékműhely, Izsák
- VI-9 Szélmalom, Dusnok
- VI-10 Állattartó tanya, Nagykunság

### Bakony, Balaton-felvidék (VIII.)
2000-ben fejezték be.
- VIII-1 Vízimalom, NyirádA Nyírádi vízimalom a Skanzenben
- VIII-2 Lakóház, Kádárta
- VIII-3 Lakóház, Mindszentkálla
- VIII-4 Lakóház, Szentgál

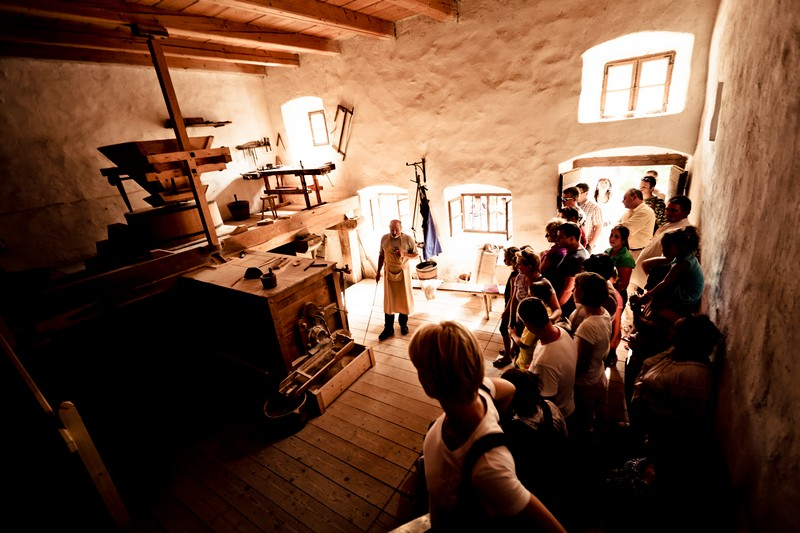
A Nyírádi vízimalom a Skanzenben

- VIII.5 Katolikus templom, Óbudavár
- VIII-6 Közkút és mosó, Köveskál
- VIII-7 Tűzoltó szertár, Köveskál
- VIII-8 Lakóház, Nyirád
- VIII-10 Katolikus temető, Óhíd, Rezi, Csabrendek, Szentbékkálla, Kislőd
- VIII-11 Kálvária Gyulafirátót

### Dél-Dunántúl (VII.)
2005-ben készült el.
- VII-1 Lakóház, Fadd
- VII-2 Lakóház, Hidas
- VII-3 Lakóház, ZádorA Zádori lakóház konyhája
- VII-4 Lakóház, Csököly
- VII-5 Lakóház, Szenna
- VII-6 Harangláb, Bodolyabér
- VII-7 Lakóház, Muraszemenye
- VII-8 Szőlőhegyi tanya, Őcsény

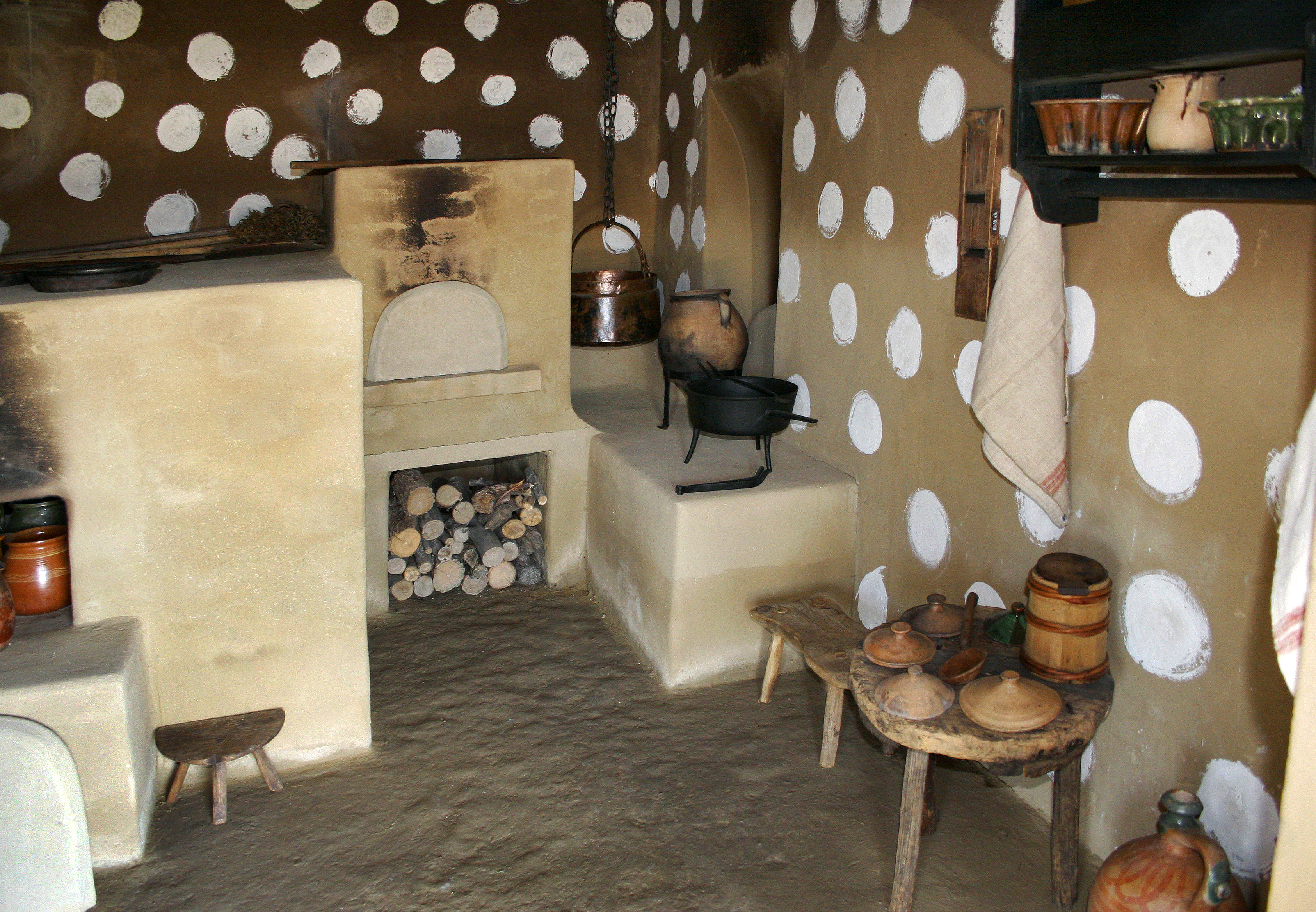
A Zádori lakóház konyhája

- VII-9 Temető, Vajszló, Szaporca, Gyöngyfa, Csányoszró, Őcsény, Gerjen, Szenna, Nagybajom
- VII-10 Pajtáskert
- VII-11 Lakóház, Őcsény
- VII-12 Lakóház, Drávacsehi

### Felföldi mezőváros (II.)

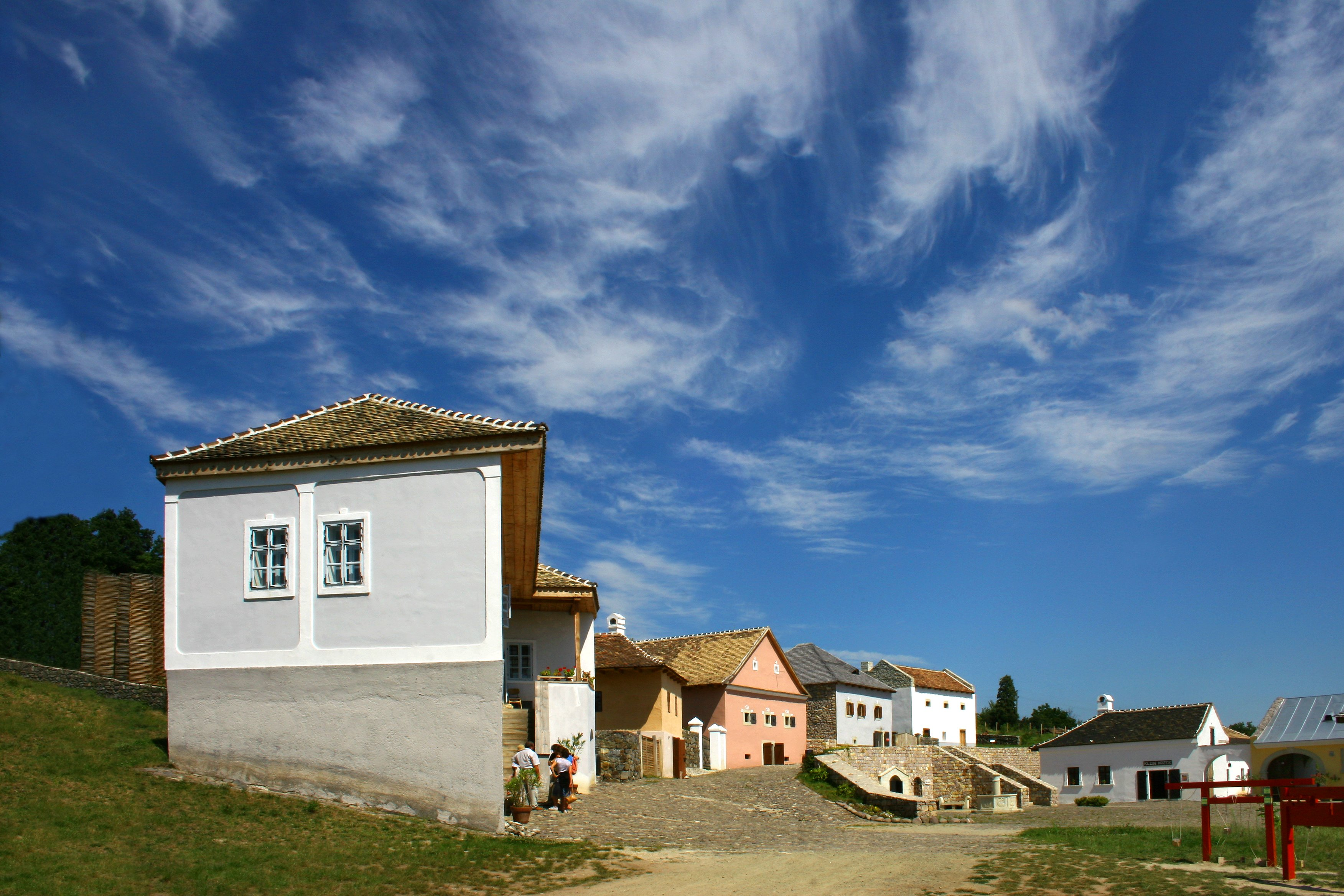
A Felföldi mezőváros a köztérrel

2006-ban készült el.
- II-1 Lakóház, Tállya
- II-2 Lakóház, Tokaj
- II-3 Lakóház, Hejce
- II-4 Lakóház, Erdőbénye
- II-5 Dézsmaház, Mád
- II-6 Szent Donát szobra, Gyöngyös
- II-7 Szőlőhegy, Tokaj-Hegyalja
- II-8 Kereskedőház, Mád
- II-9 Polgárház, Gyöngyös
- II-10 Iparosház, Gyöngyös
- II-11 Kapásház, Mád
- II-12 Köztér
- II-13 Közkút, Gyöngyös[1]

### Észak-magyarországi falu (I.)

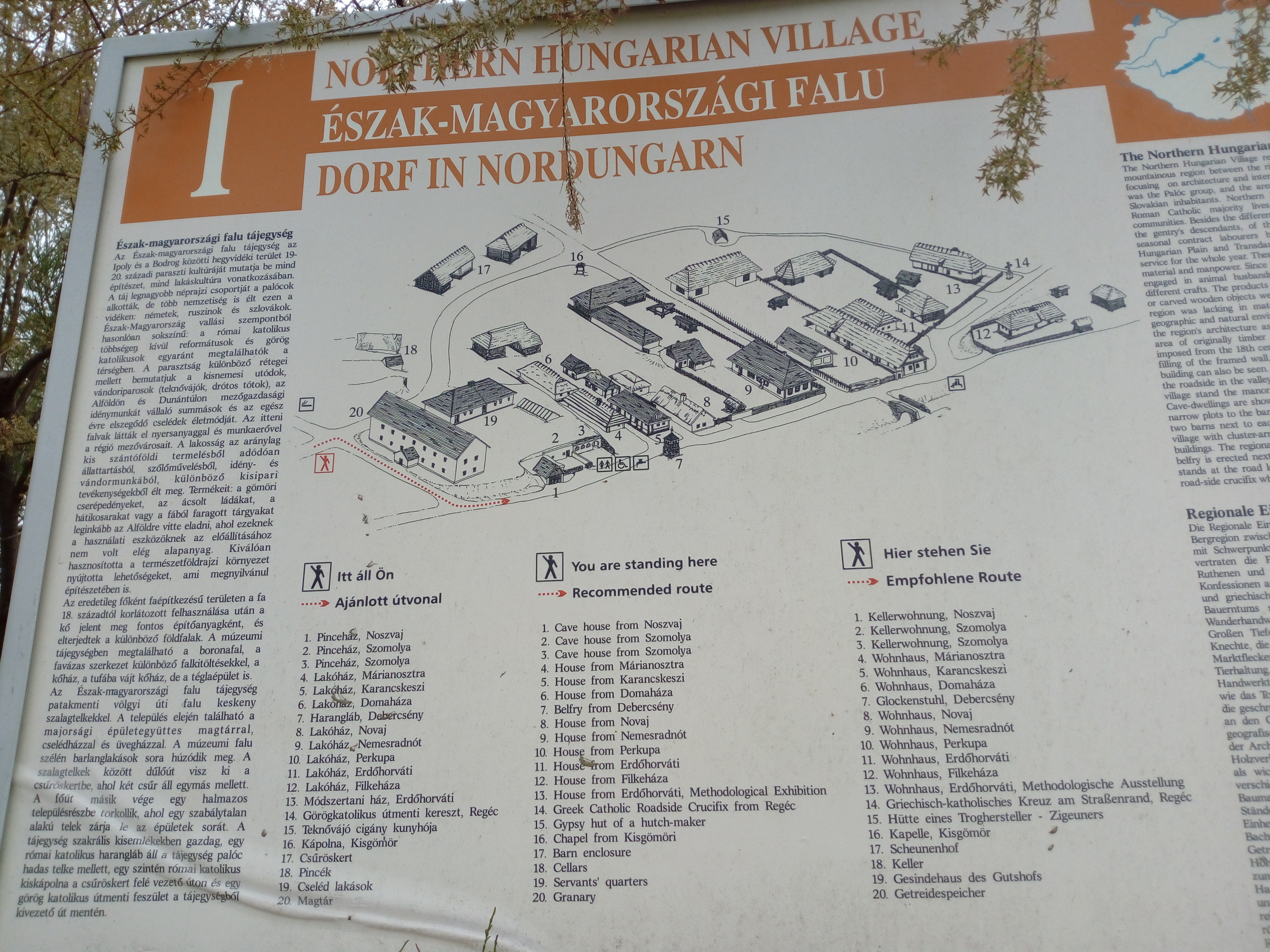
Skanzen - Észak-magyarországi falu áttekintő térkép

Elkészült 2010-ben.
- I-1 Pinceház, Noszvaj
- I-2  Pinceház, Szomolya
- I-3 Pinceház, SzomolyaSkanzen - Észak-magyarországi falu áttekintő térkép
- I-4 Lakóház, Márianosztra
- I-5 Lakóház,Karancskesz
- I-6 Lakóház,Domaháza
- I-7 Harangláb, Debercsény
- I-8 Lakóház, Novaj
- I-9 Lakóház, NemesradnótA Nemesradnóti lakóház és udvara
- I-10 Lakóház,Perkupa
- I-11 Lakóház, Erdőhorváti
- I-12 Lakóház, Filkeháza
- I-13 Módszertani ház Erdőhorváti

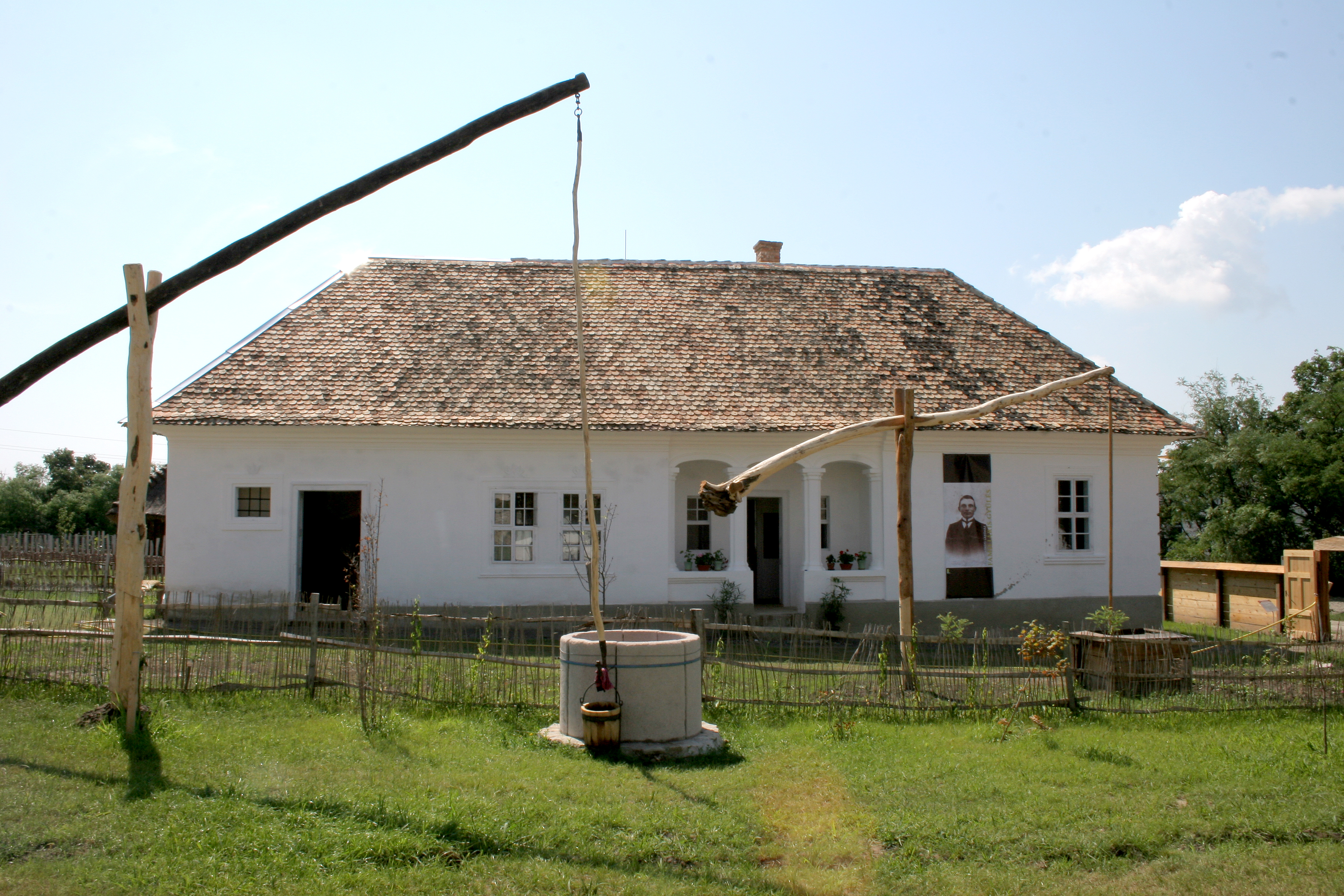
A Nemesradnóti lakóház és udvara

- I-14 Görög katolikus útmenti feszület, Regéc
- I-15 Teknővájó cigány műhelye[2]
- I-16 Kápolna, Kisgömöri
- I-17 Csűröskert, Mikófalva, Szögliget[3]
- I-18 Pincék, Emőd, Diósjenő, Magyarnándor
- I-19 Uradalmi cselédház, Bodrogköz
- I-20 Magtár, Felsőkelecsény[3]

### Erdély épületegyüttes I. ütem (XI.)
Elkészült 2022-ben.

### Önálló építmények
Bejárati épület, vasútállomás Mezőhegyes
Református kőkert,Szigetszentmiklós, Biatorbágy, Tök
Képoszlop, Rábaszentmihály

Villa Rustica (ókori római villa maradványai), Szentendre

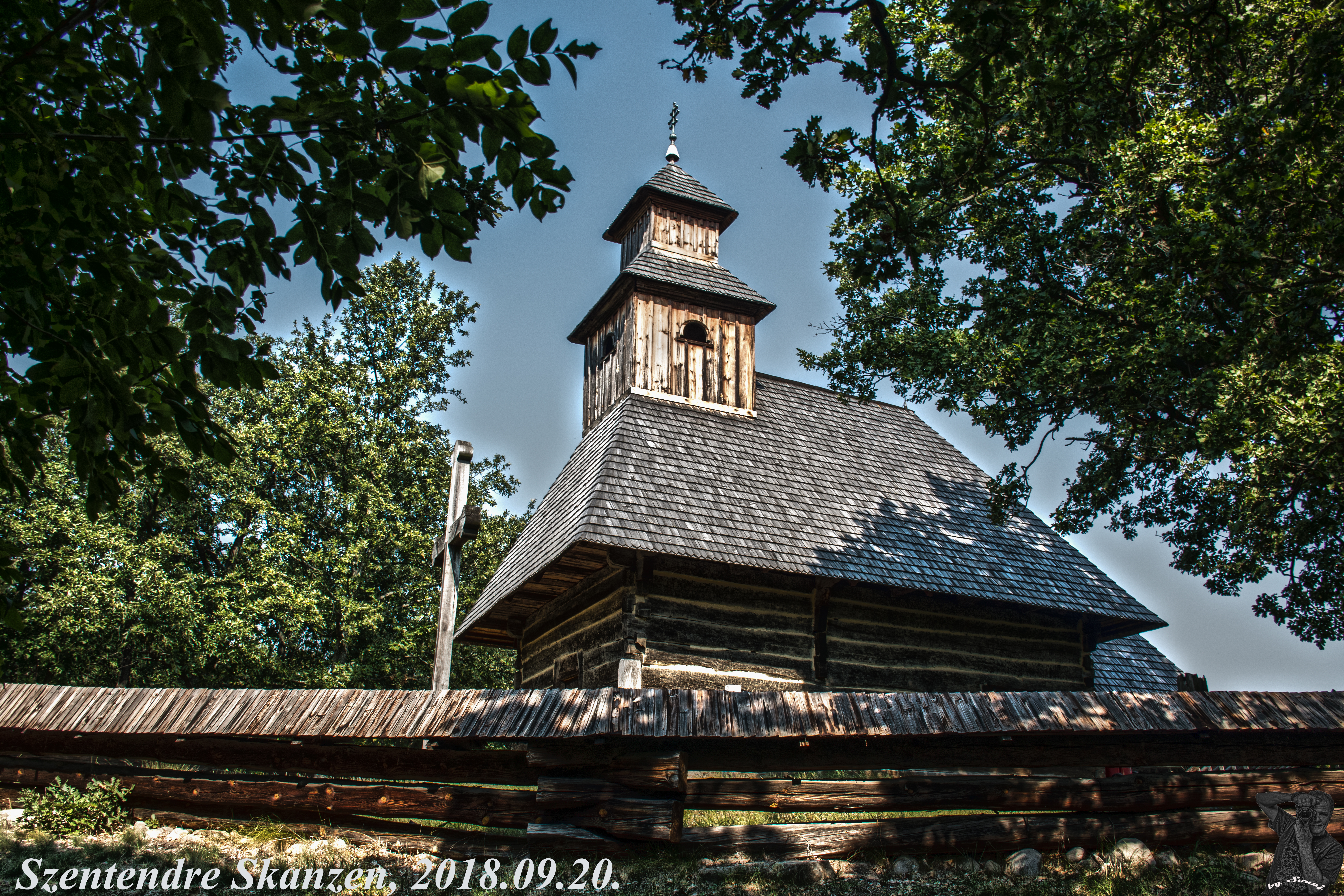
Mándoki görög katolikus templom

Görög katolikus templom, Mándok
Néprajzi Látványtár

## Tervezett tájegységek
Készülőben az Erdély épületegyüttes Archiválva 2021. július 4-i dátummal a Wayback Machine-ben
A múzeum történetének eddigi legjelentősebb fejlesztési programja indult el 2017-ben. Több éves kutatás eredményeként megkezdődött az Erdély épületegyüttes építése.[1] A terepmunka során a népi építészet megmaradt emlékeit, valamint a tárgyi kultúra remekeit és mindennapi eszközeit gyűjtötték fel.
Az épületegyüttes nem csak az épített örökséget mutatja be, hanem az 1920-tól napjainkig tartó időszakból Erdély, Moldva és a Partium hagyományos és jelenkori kultúráját, mindennapi életét is a nemzetiségi, vallási sokszínűségtől kezdve az oktatáson át a néprajzi örökségig, reflektálva az identitásmegőrzés, a kisebbségi lét és az örökségvédelem kihívásaira. Az épületegyüttesben mintegy 150 építmény kerül bemutatásra. A falu és az erdélyi kisváros egységben lesz látható, kiegészítve egy nagy történeti kiállítással.

## Időszaki kiállítások
A Szabadtéri Néprajzi Múzeum a kezdetektől fogva rendezett időszaki kiállításokat. Igazi áttörés 2003-ban következett be a Skanzen Galéria átadásával, amikor is a múzeum egy modern, „white cube” típusú kiállítótérrel gazdagodott. Új lehetőséget jelentett a múzeumnak 2010-ben az Észak-Magyarországi falu tájegységben megépített uradalmi magtár, melyet multifunkcionális kiállítótérnek terveztek meg. A 900 négyzetméteres, háromszintes kiállítótér eddigi egyik legizgalmasabb, nagy sikert aratott kiállítása a Vasút fénykora, a vidék modernizációja volt (kurátora: Sári Zsolt)[. Itt került kialakításra az Év Kiállítása különdíjat elnyert Hé’67! – A világ, amelyben a múzeum született című tárlat is 2017-ben (kurátora: Sári Zsolt – Folkmann Nóra), mely a konszolidálódó Kádár-kor világát állította a középpontba.

## Tematikus kiállítások
A múzeum állandó kiállításának egyes épületeiben olyan 20. századi történelmi témák is megjelennek egy-egy tematikus kiállítás keretében, melyek a vidéki lakosság életére is nagy hatással voltak.
A történelem sodrában – Lakosságcsere a Dél-Dunántúlon az 1940-es években című kiállítás az 1945-48 között politikai erőszakkal végrehajtott kitelepítéseket mutatják be (kurátora: Vass Erika). A megrázó események sokáig feloldhatatlan ellentéteket szítottak a különböző népcsoportok kényszerűségből egy településre sodort lakói között. Habár napjainkra ezek a konfliktusok látszólag megszűntek, az eseményeket átélt személyek közül sokan még mindig magukban hordozzák az őket ért sebeket. A kiállítás nem csak ennek a traumának a feldolgozását segíti, de a mai fiatalok közötti etnikai, nemzetiségi konfliktusok oldását is segíteni kívánja a kiállításhoz kapcsolódó oktatási csomaggal.
A Búcsú a parasztságtól című kiállítás a paraszti társadalom felbomlásának utolsó, legtragikusabb fejezetét mutatja be, mely a második világháború után következett be. A kommunista diktatúra a beszolgáltatási rendszer bevezetésével, a padláslesöprésekkel, a kuláklisták felállításával, a meghurcolások során az erőszakos szövetkezesítésekkel az utolsó szöget is beverte a parasztság szimbolikus koporsójába. Ezt helyezi középpontjába a tárlat, mely Bíró Friderika néprajzkutató és Für Lajos történész több évtizedes kutatásaira és Búcsú a parasztságtól című trilógiájukra épül (kurátora: Sári Zsolt).
A „Csak egy kis munka” – Falusiak Málenkij-roboton a II. világháború végén című kiállítás a II. világháború végén benyomuló Vörös Hadsereg munkára toborzását, majd a Szovjetúnióba való kitelepítés és a kényszermunkatáborok körülményeit mutatja be személyes visszaemlékezéseken keresztül (kurátor: Balázs-Legeza Borbála).
A Vagonlakók –Trianon árvái című kiállítás egy 1918–1920 körüli tehervagont jelenít meg, amely tablók, eredeti, hiteles tárgyak, személyes történetek, interaktív eszközök, fény- és hangeffektek segítségével idézi fel a korabeli atmoszférát és mutatja be azoknak az egykori honfitársainknak viszontagságait és életkörülményeit, akiknek a trianoni döntés miatt el kellett hagyniuk szülőföldjüket, és évekig bizonytalanságban – és sok esetben megalázó körülmények között – kellett élniük (kurátor: Szegedy-Kloska Tamás). A tárlat 2021-ben elnyerte az Év Kiállítása-díjat.

## Élő múzeum
Aktív helyszínek és gyermek-élménypontok

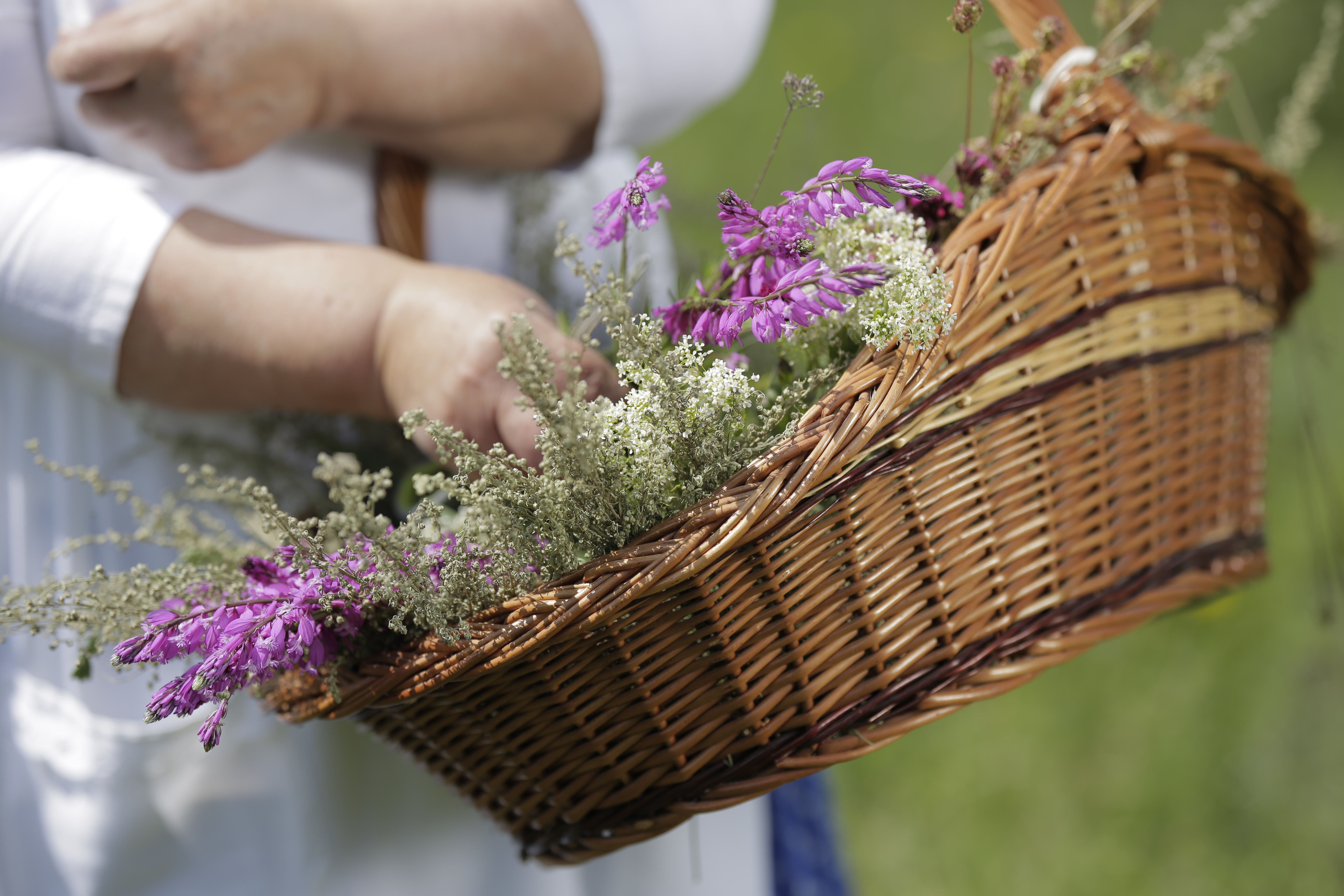

Ma a múzeum számos pontján megtalálhatóak azok az interaktív helyszínek, melyekkel a látogatók közvetlenül is megtapasztalhatják a vidéki paraszti életforma egykori mindennapjait. Különböző élményhelyszínek, játékos állomások, “kóstolós” helyszínek teszik élvezetesebbé a látogatást. Az aktív helyszínek idővel ún. gyermek-élménypontokkal Archiválva 2020. február 15-i dátummal a Wayback Machine-ben is kiegészültek, melyek kifejezetten a gyerekek nyelvén, játékosan, szórakoztatóan mesélnek a régmúlt falusi életről, illetve vonják be őket aktívan is ezeknek a tevékenységeknek a megjelenítésébe. A paraszti társadalomban még természetesnek számító fenntarthatóság elve kiemelt szerepet kapott ezeken a helyszíneken.

## Társadalmi múzeum
Az úgynevezett élő múzeum koncepciójának első elemei már a hetvenes években megjelentek, amikor milotai asszonyok kenyeret sütöttek vagy szövési bemutatót tartottak a múzeum rendezvényein. 1978-tól váltak rendszeressé a paraszti kultúra jeles napi szokásaihoz kapcsolódó rendezvények, élükön a húsvéti ünneppel, egy évvel később pedig a múzeum megrendezte első, régi idők hangulatát idéző nagyszabású kirakodóvásárát.
1991-92-ben az intézmény meghirdette a nyitott múzeum koncepcióját, aminek alapját az a vízió ihlette, hogy a Skanzent a lehető legszélesebb társadalmi rétegek számára elérhetővé kell tenni. A múzeum mindennapi működésének alapja lett a látogatóbarát és szolgáltató múzeum. Ekkor indultak be a Skanzen híres nagyrendezvényei (mint például a pünkösdi vagy a Márton napi fesztiválok).
Ma már mintegy 20 múzeumi kiállítási egységben - úgynevezett aktív helyszíneken és gyermek-élménypontokon - zajlanak különböző tevékenységek, amelyek szorosan kapcsolódnak a kiállítások tematikájához: a gyógynövény felhasználásától a konyhapraktikákig, a kézműves tevékenységektől a bábszínházig.
A múzeum már a hetvenes évek végétől szervez olyan programokat, melyekkel kilép a múzeum falain túlra is. 2015-től működik a Bőröndmúzeum program, mellyel a Skanzen munkatársai évente többször útra kelnek olyan kistelepülések és falvak iskoláihoz, ahonnan a múzeum épületei is származnak, hogy megismertessék a múzeumot az ottani gyerekekkel, élményszerű foglalkozásokon közvetítsenek ismereteket a magyar néprajzról, a vidéki életmódról, és hogy saját élettörténetük, szokásaik megismertetésére, identitástudatuk erősítésére buzdítsák őket.
A Skanzen az első olyan magyarországi múzeum, amely kifejezetten demenciával élő időskorúak számára fejleszt speciális mintaprogramot több külföldi intézménnyel közösen, az Európai Unió Erasmus Plus támogatásával. A Demencia Programban a Skanzen olyan aktív helyszínként jelenik meg, amely alkalmas arra, hogy a demens betegek életminőségén javítson. A múzeum kiállításai pedig megfelelő hátteret biztosítanak ahhoz, hogy különböző emlékeket felidézhessenek a foglalkozásokon résztvevők.

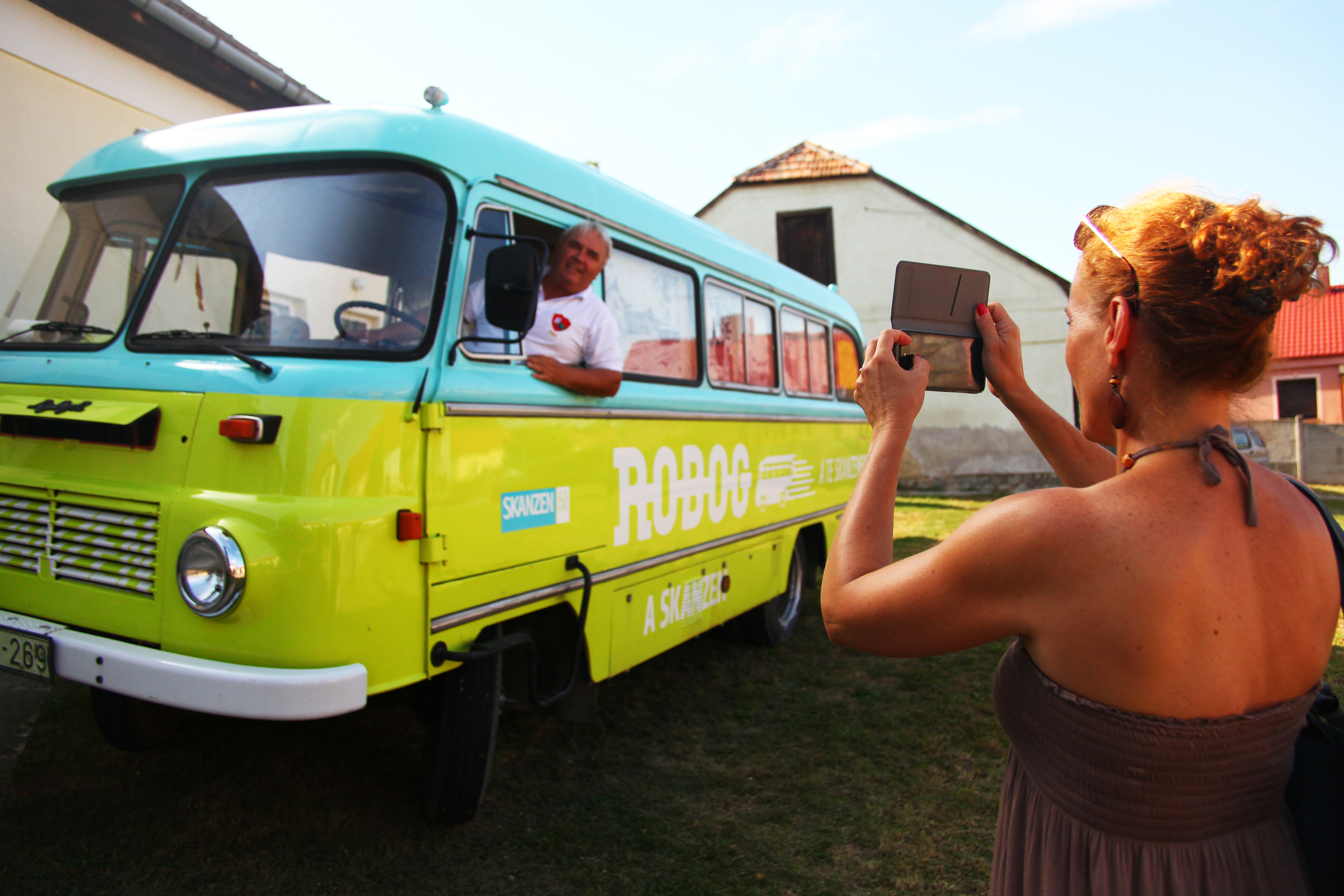

A Skanzen 50, a Skanzen fennállásának 50. jubileuma alkalmából indított programsorozat részeként indult be a Robog a Skanzen! utazóprojekt. A minikiállítással berendezett Skanzen Robur azokat a falvakat járja be, melyekről az elmúlt évtizedek során tárgyi, építészeti emlékek kerültek a múzeumba. A Skanzen munkatársai ezeken az alkalmakon találkoznak a helyi közösségekkel, és digitálisan, szimbolikus formában is visszaadják a lakosságnak az adott épület építészeti felméréseit, rajzokat, fotókat, néprajzi gyűjtéseket.
2017-től látható a nyugat-európai skanzenekben living history néven ismert műfaj, az Élő történelem is a múzeumban, melynek keretében élő karakterek elevenítenek meg egy-egy kort, egy-egy tájegység kulisszái előtt.

## Tanító múzeum
A múzeumi ismeretátadás, melynek egyaránt része a múzeumpedagógia és a kiállítások élővé tétele, szinte egyidős a múzeum első tájegységének megnyitásával. A Skanzen legsikeresebb programjai között szerepelnek a múzeumpedagógiai foglalkozások. Az óvodásoktól az egyetemistákig terjedő korosztályok számára kínál a múzeum különböző foglalkozásokat, beleértve a fogyatékossággal élők és hátrányos helyzetű gyerekek csoportjait is.

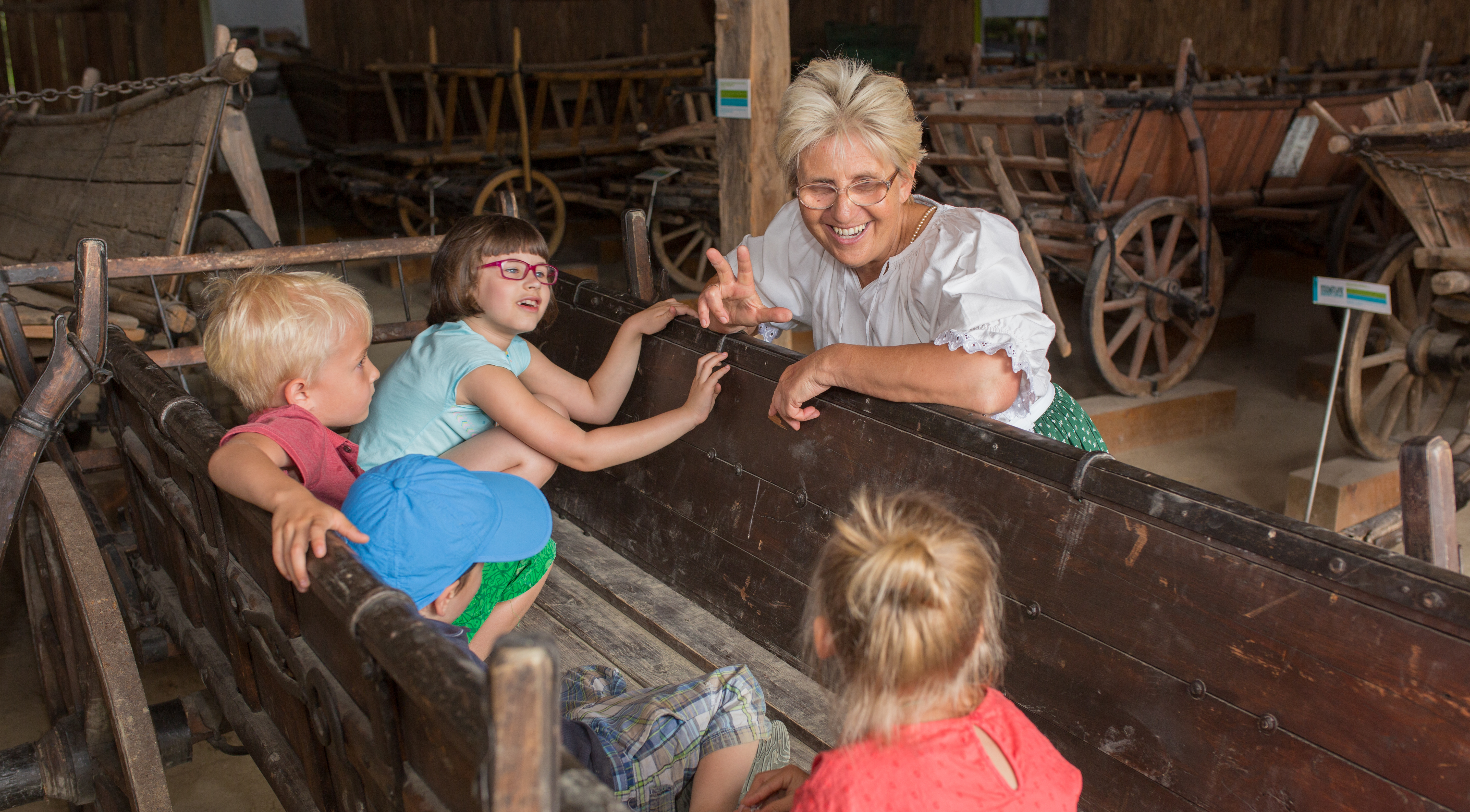

Az első, már a drámapedagógia módszerét is alkalmazó foglalkozást Káldy Mária dolgozta ki a 80-as évek közepén egy svédországi tanulmányútról inspirálódva (a 10-12 éves korosztálynak szóló Egy szatmári falu élete a 19. század végén c. foglalkozás). Ez adta alapját többek között a máig egyik legnépszerűbb, Munkák a házban és a ház körül c. foglalkozásnak. A Szabadtéri Néprajzi Múzeum több évtizedes múzeumpedagógiai tevékenysége során sokféle programot, korszerű módszereket fejlesztett ki. Olyan foglalkozások születtek, ahol a csoportban végzett munkán van a hangsúly, ahol a tanulók a miértekre önállóan kereshetik meg a választ, maguk fedezhetik fel az összefüggéseket.
A Szabadtéri Néprajzi Múzeumban mindig kiemelt figyelmet kaptak a különböző fogyatékossággal élő vagy halmozottan sérült látogatók. Az akadálymentesítés mellett egyre több speciális program kerül kidolgozásra, melyben részt vesznek szakmai szervezetek, speciális nevelést biztosító intézmények is.  A Skanzenben már a kilencvenes évek elején rendeztek vakok és gyengénlátók részére készült kiállítást. Napjainkban kiemelkedik a Múzeumpedagógiai Nívódíjban részesült Integrált Tábor, melyben ép és sérült fiatalok tevékenykednek együtt, egymást kölcsönösen, egyenrangúan kiegészítve egymást.

## Skanzen tröszt
2006-ban létrejött a Múzeumi Oktatási és Képzési Központ (MOKK; 2015 óta Múzeumi Oktatási és Módszertani Központ) a Szabadtéri Néprajzi Múzeum egyik igazgatóságaként. Legfontosabb feladata a múzeumi szakemberek továbbképzése, illetve a múzeumot használók (elsősorban pedagógusok) felkészítése a múzeumok használatára. Tevékenységét több hazai és uniós pályázat is támogatta, többek között a „Múzeumok Mindenkinek” Program (MMP) - Múzeumok oktatási és képzési szerepének erősítése c., módszertani fejlesztést célzó projekt (a Fővárosi Szabó Ervin Könyvtárral közösen), vagy a 2016-ban indult Cselekvő közösségek - Aktív közösségi szerepvállalás nevű, európai uniós projekt (konzorciumi együttműködésben a Nemzeti Művelődési Intézet Nonprofit Közhasznú Kft.-vel és az Országos Széchelyi Könyvtárral). 2017-től a múzeum akkreditált felnőttképzési intézmény.
Magyarország 2006-ban csatlakozott az UNESCO (Egyesült Nemzetek Nevelésügyi, Tudományos és Kulturális Szervezete) egyezményéhez. Az UNESCO 2003-ban fogadta el a szellemi kulturális örökség megőrzéséről szóló konvenciót, 2009 óta pedig a múzeum koordinálja az ezzel kapcsolatos szakmai feladatokat, méghozzá a Szellemi Kulturális Örökség Igazgatóságon keresztül. A szervezeti egység olyan operatív szakmai szervezetként működik, amely összehangolja a szellemi kulturális örökséghez és annak hatékony megőrzéséhez kapcsolódó tevékenységeket és programokat, koordinálja a részt vevő szervezeteket, intézményeket.
1988-tól látja el a Skanzen a szabadtéri néprajzi gyűjtemények és tájházak szakmai felügyeletét, 2017-től a múzeumhoz tartozó Magyarországi Tájházak Központi Igazgatósága látja el ezt a feladatot. Szakmai segítő és koordinációs, tudományos feladatai mellett műhelygyakorlatokat, képzéseket szervez, a Kubinyi Ágoston Pályázat és a Népi Építészeti Program szakmai feladatában vállal fontos szerepet.

## Nemzetközi kapcsolatok
- Nemzetközi pályázatok - A Skanzen kiterjedt nemzetközi kapcsolatai nemcsak bilaterális kapcsolatokban mutatkoznak meg. Számos európai uniós projektben közreműködött az elmúlt években. A Kultúra 2000, Kultúra 2007-2013 keretprogram, a Grundtvig és az Erasmus+ programok jelentős támogatás nyújtottak a múzeumnak, illetve a múzeum által vezetett projekteknek. Számos kiállítás, kiadvány finanszírozása lett így biztosítva, melyben a múzeum társszervezőként vagy konzorciumvezetőként vett részt. A múzeum olyan témákat vizsgál, mint a fenntartható fejlődés, a vidékfejlesztés és a vidéki kulturális örökség kapcsolata, az európai juhtartás és pásztorkodás hagyománya, az aktív időskorúak múzeumi aktivitásai vagy éppen a demenciával élők múzeumi lehetőségei.
- Szervezeti tagság - A Skanzen tagja az AEOM (Association of European Open Air Museums Archiválva 2020. május 18-i dátummal a Wayback Machine-ben - Európai Szabadtéri Múzeumok Szövetsége), az ICOM (International Council of Museums - Múzeumok Nemzetközi Tanácsa) és a NEMO (Network of European Museum Organisations - Európai Múzeumi Szervezetek Hálózata) nevű nemzetközi szervezeteknek.

## Szolgáltatások, rendezvényhelyszínek

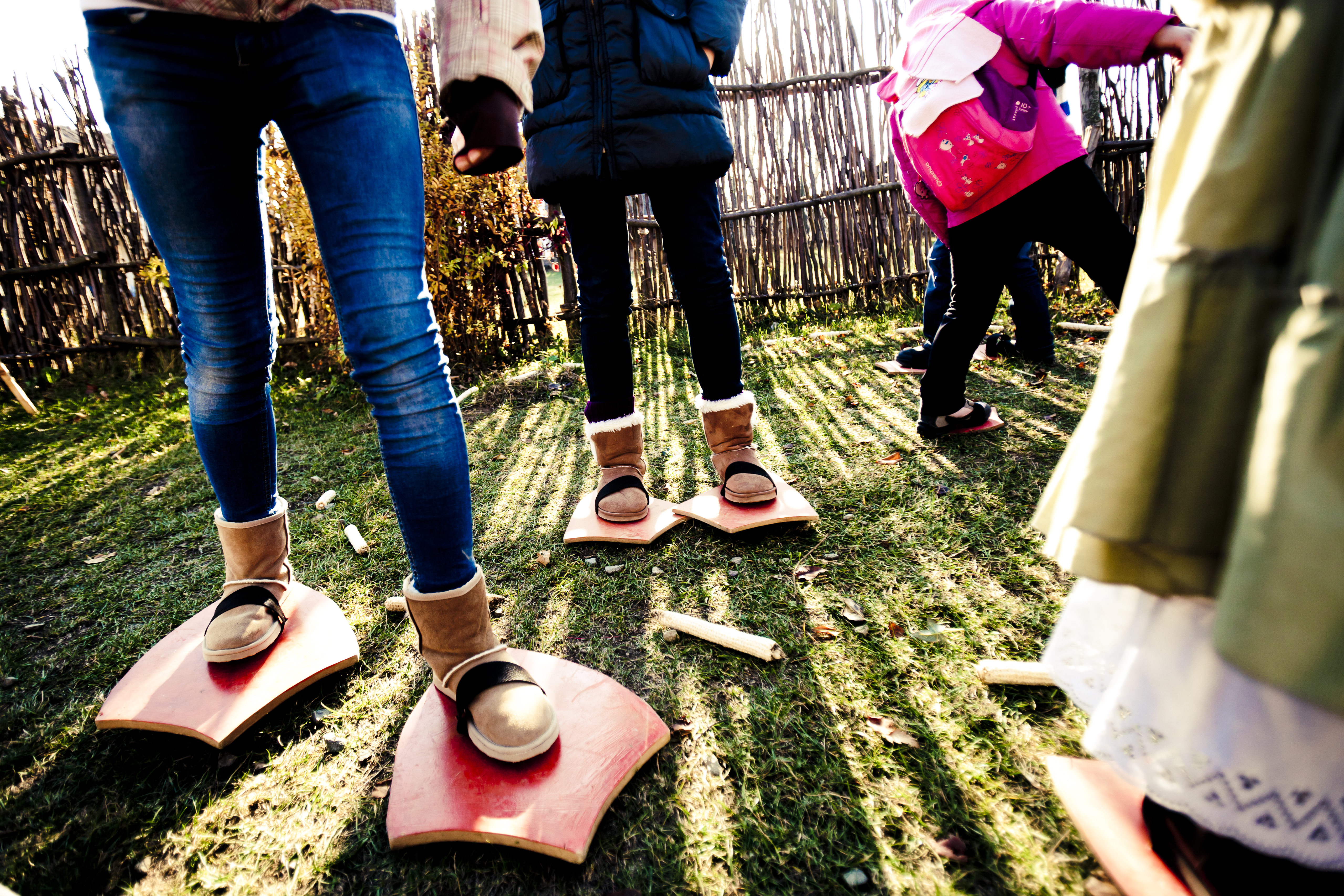

A múzeum kedvelt helyszíne turisztikai látogatásoknak, családi napoknak, céges rendezvényeknek, csapatépítő tréningeknek. Az elmúlt évtizedekben számos hazai és nemzetközi filmprodukció felvételei zajlottak a Skanzenben. A múzeumi helyszínek - utcaképek, házbelsők vagy műhelyek - feltűntek többek között a Borgiák c. sorozatban, a Kincsem c., 2017-ben forgatott magyar filmben, vagy Török Ferenc 1945 c. filmprodukciójában.

## Fejlesztések

### Új irodaépület, Néprajzi Látványtár, Skanzen Galéria
2000-2003-ban került átadásra az új igazgatási épület, konferenciatermekkel, Néprajzi Látványtárral és a termes időszaki kiállításoknak helyet adó Skanzen Galériával (építész: Gyüre Zsolt).

### Új bejárati épület
2009-ben a múzeum új bejárati épületet kapott. A mezőhegyesi vasútállomás 1893-ból származó, korhű másolata épület fel múzeumi bolttal (Skanzen Portéka) és egy modern látogatói központtal kiegészülve (tervező: Nagy Gergely).

### Skanzenvasút
Ugyanebben az évben indult első útjára a Skanzen Vonat, a Skanzen eddigi egyik legnagyobb múzeumi attrakciója. Az Európa leghosszabb múzeumon belüli vasúti pályája (2,1 km), a Skanzen Vasút akadálymentesített megállókkal rendelkezik és hat megálló érintésével járja be a múzeumot a főbejárati Vasútállomás peronjáról indulva. A pályán egy ipartörténeti műemlék, a Ganz-Jendrassik féle, felújított, 1932-ben gyártott dízel motor-vonat (BCmot 422) közlekedik. Ilyen motorkocsik jellemezték a helyiérdekű vasútvonalak forgalmát az 1920-as évek közepétől kezdve. A pálya a Tiszatenyő–Hódmezővásárhely–Makó-vasútvonalból került Szentendrére, az 1930-as évekből származó "c" jelű (34,5 kg/m tömegű) sínek Nagytőke és Kunszentmárton között szolgáltatták a forgalmat 2008-ig. A Skanzen Vonat indulásának évében több mint 90.000 utast szállított, amely rekord volt a mellékvonali vasutak esetében, hiszen a Skanzen vasútja mellékvonalként van számon tartva az országos vasúthálózatban.

### Gyerekskanzen-fejlesztések

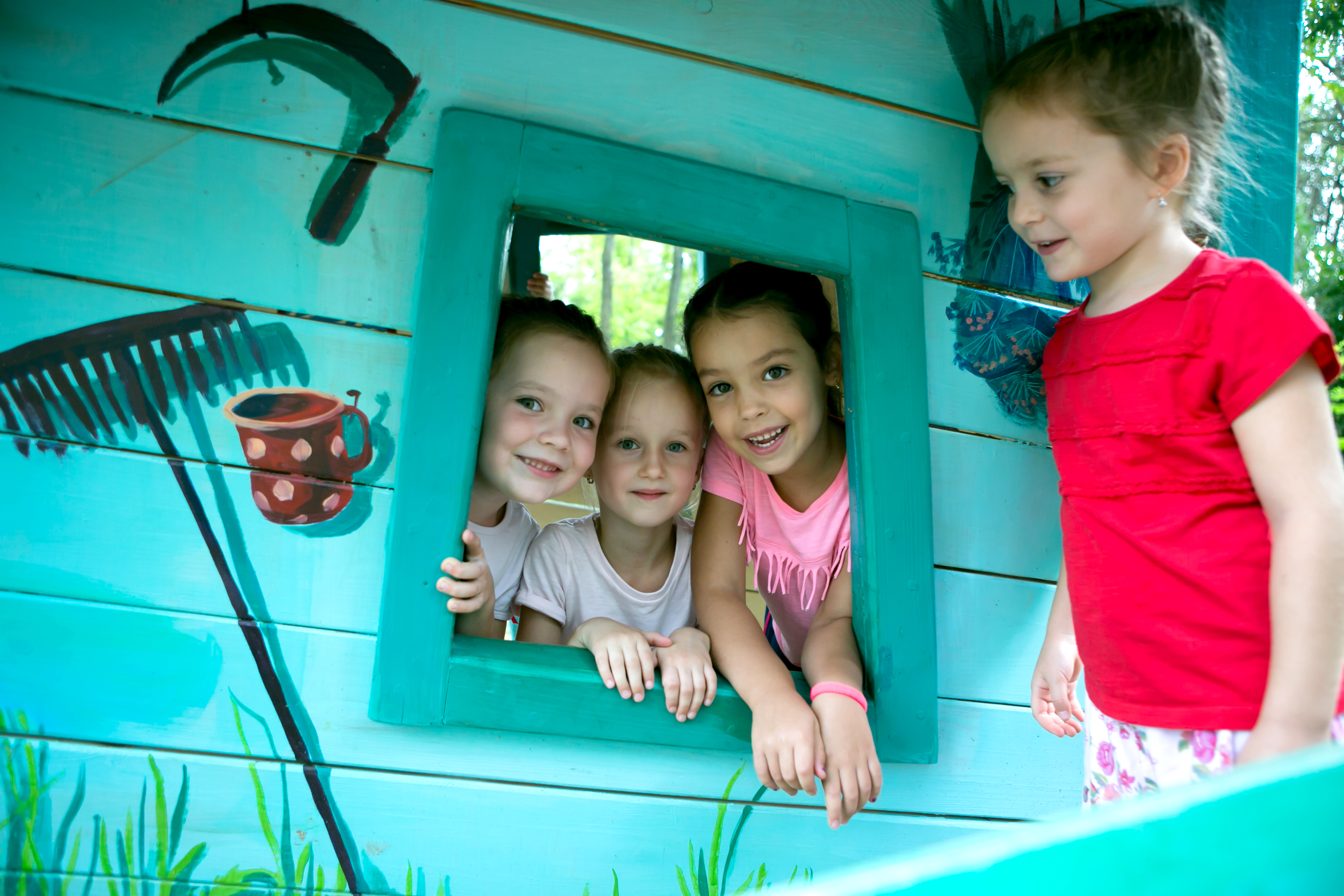

2016-17-ben a Nemzeti Kulturális Alap finanszírozásának köszönhetően valósultak meg a Gyerekskanzen fejlesztések. A program keretében több tucat gyerekbarát élménypont és interaktív kiállítás (mint pl. a Fa-ház, Fény Háza, Csodacsűr, Gyerekgazdaság, Mesekert játszótér), családbarát pihenőhely került kialakításra, valamint elérhetővé vált a Skanzen Barangoló túracsomag és a Skanzen App okostelefonos alkalmazás. Megjelent a Molnár Krisztina Rita tollából született Mákszem és Gubó eltűn(őd)ik című mesekönyv, a Skanzen helyszínein játszódó történettel.

## Díjak
A Szabadtéri Néprajzi Múzeum fontosabb díjai, elismerései:
- 1978 - Schumacher-díj
- 2000 - Év Múzeuma
- 2004 - Látogatóbarát Múzeum
- 2005 - Prima Primissima
- 2010 - Év Kiállítása (Észak-Magyarországi falu tájegység)
- 2015 - Magyar Termék Nagydíj (Szent Márton Újborfesztivál és Libator rendezvény)
- 2018 - A Magyar Művészeti Akadémia Aranyérme
- 2018 - Év Kiállítása Különdíj (Hé’67! időszaki kiállítás)
- 2018 - Nemzetközi Visegrád-díj
- 2019 - Magyar Örökség Díj
- 2021 - Év Kiállítása-díj (Vagonlakók - Trianon árvái kiállítás)
- 2022 - Év Kiállítása-díj (Erdély épületegyüttes) Archiválva 2023. március 24-i dátummal a Wayback Machine-ben
- 2023 - Év Múzeuma

## Képgaléria

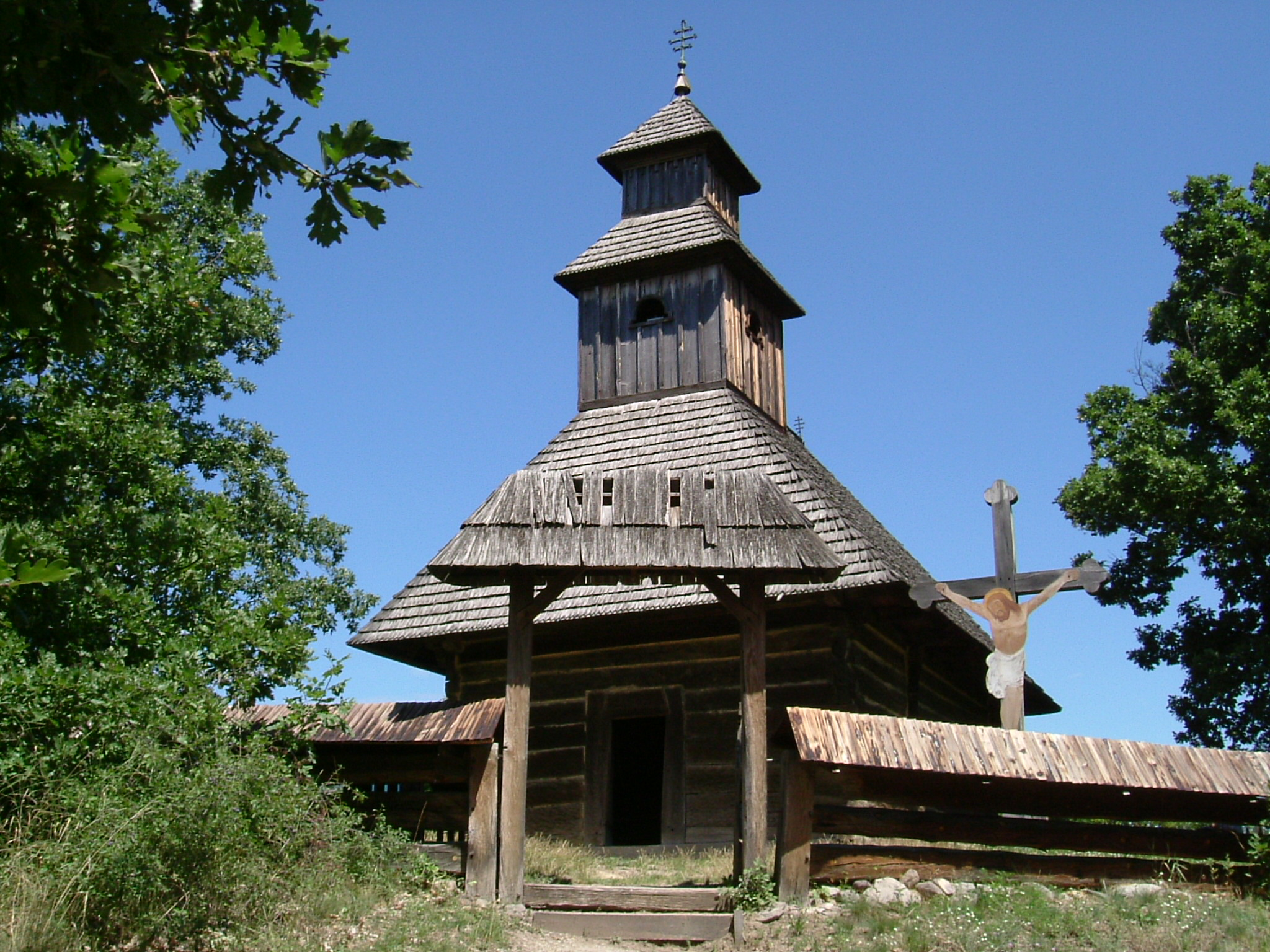
Mándoki görögkatolikus templom
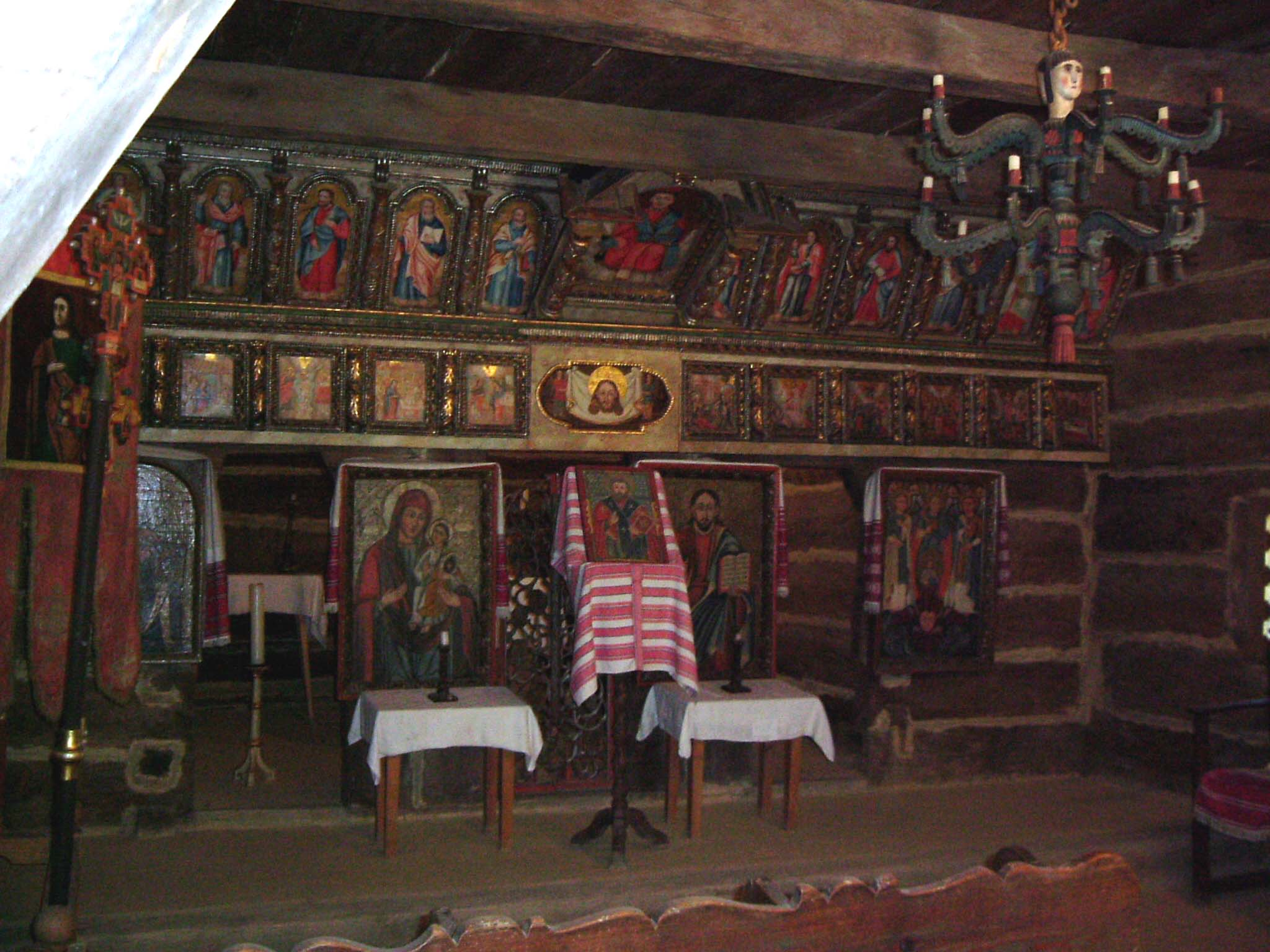
Mándoki templombelső
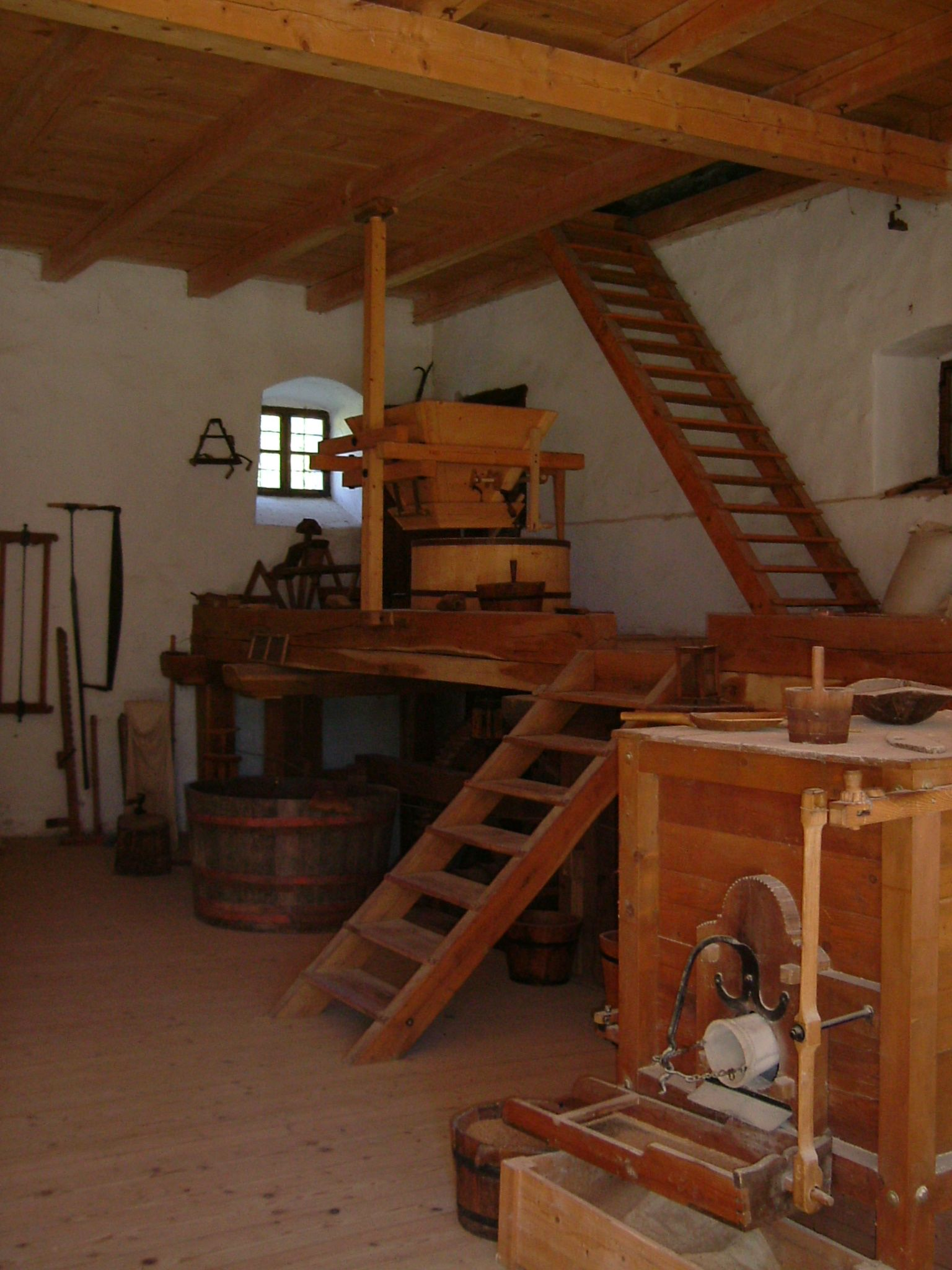
Nyirádi vízimalom
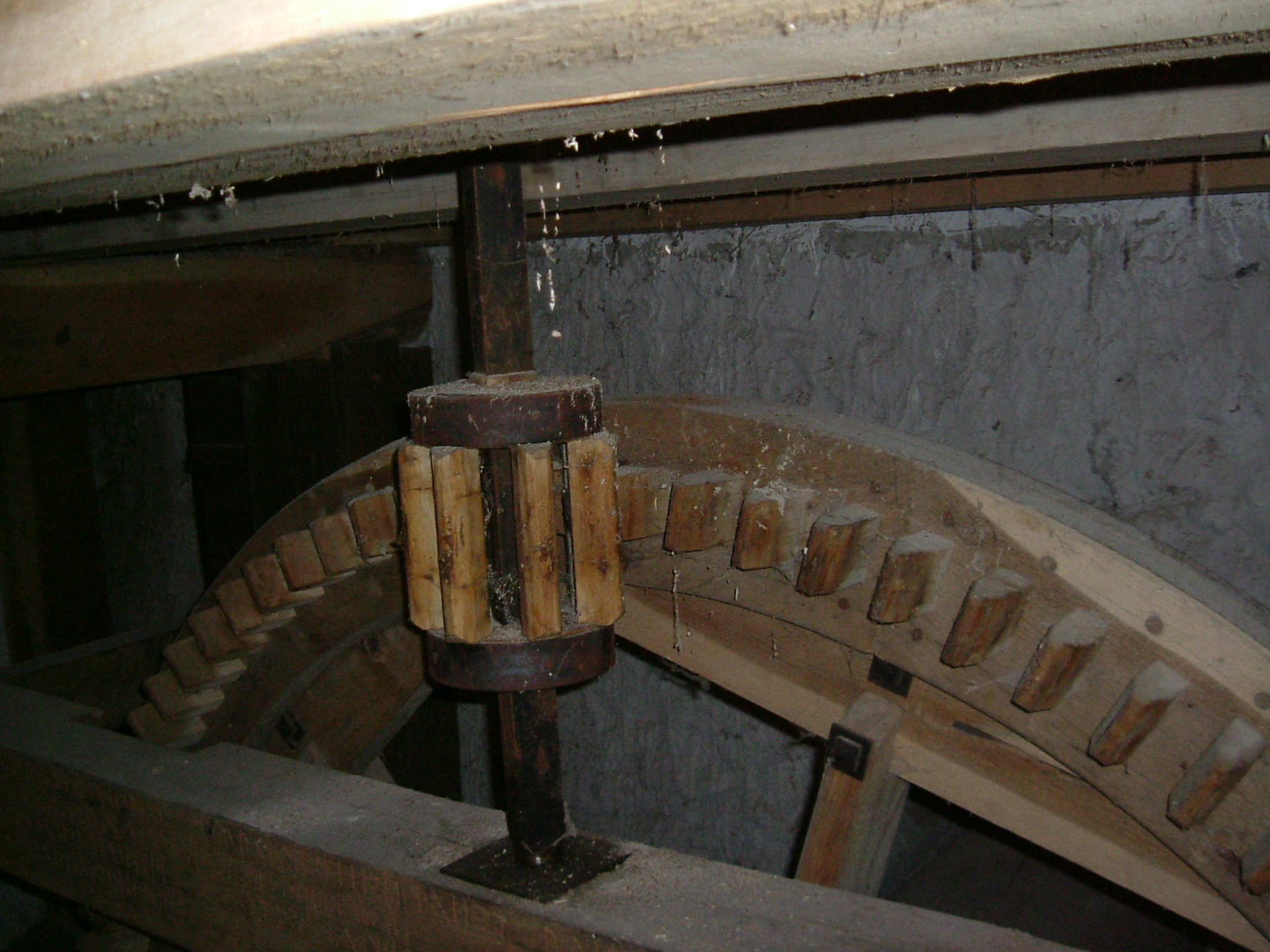
Pálcás fogaskerék hajtja a malmot
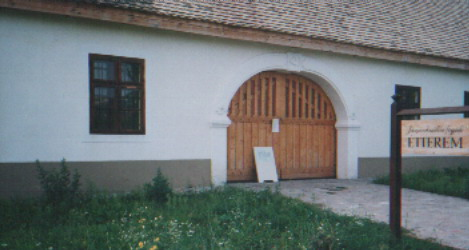
A fogadó kapuja
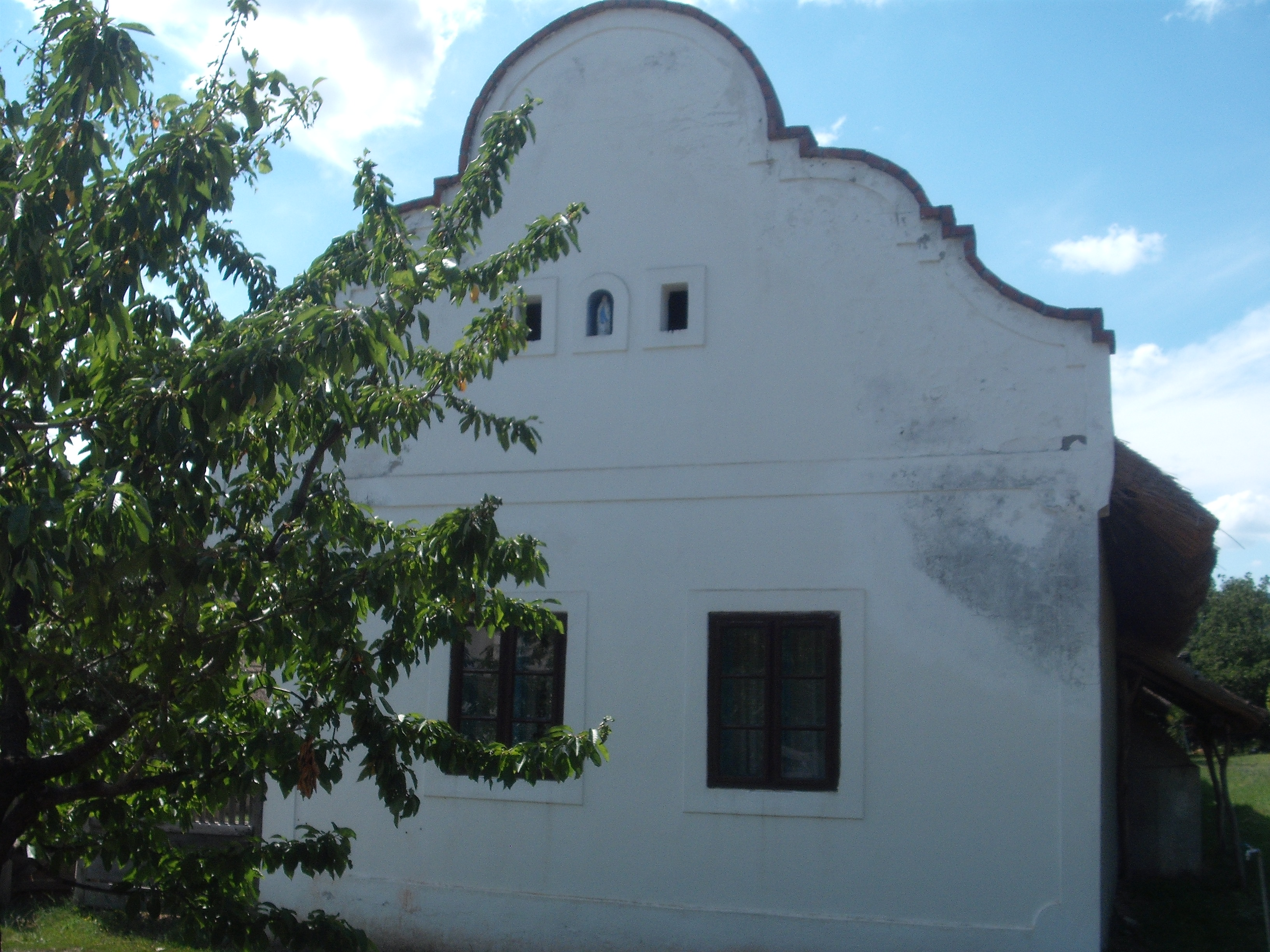
Ásványrárói parasztporta
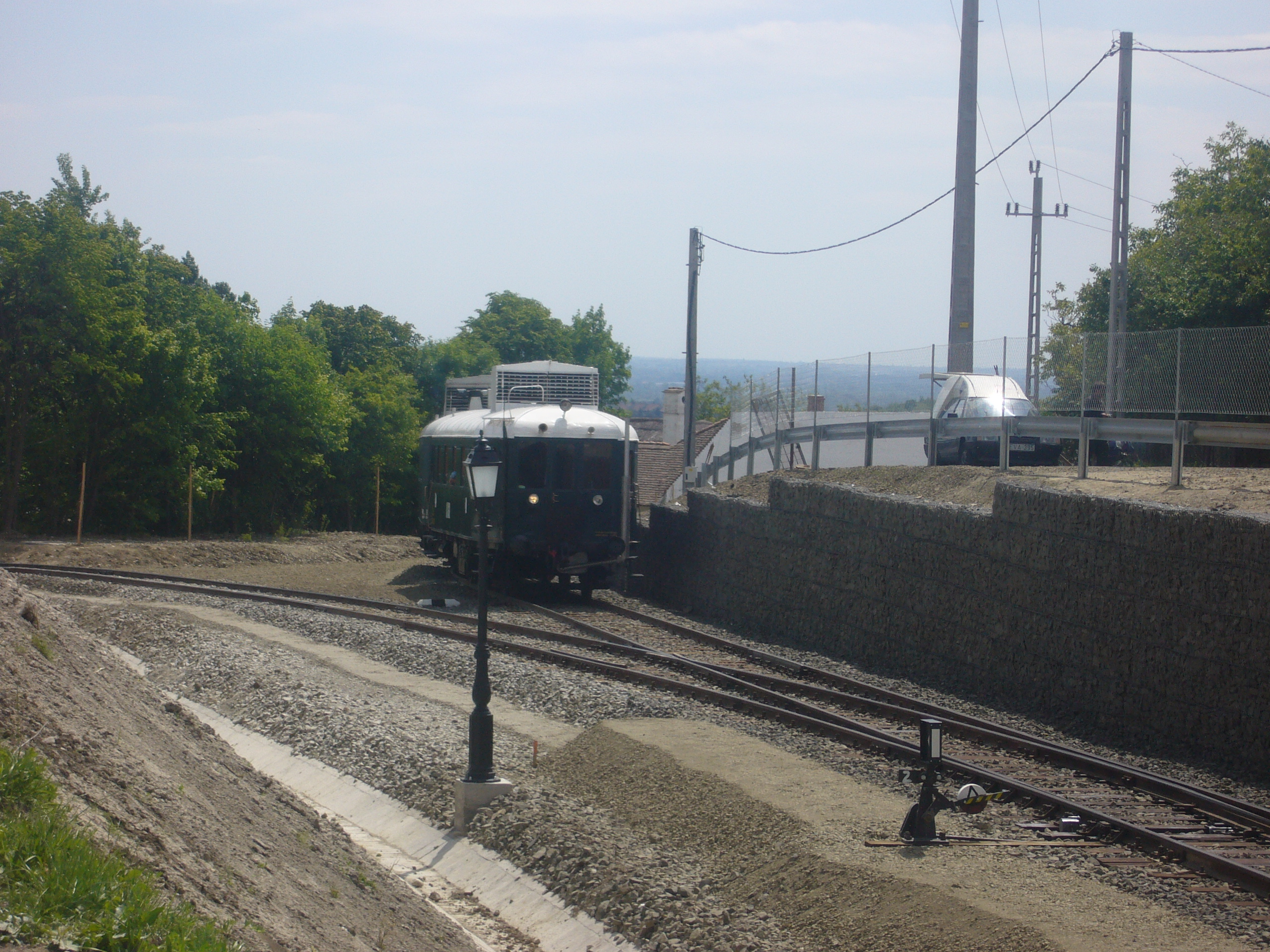
Skanzen Vonat
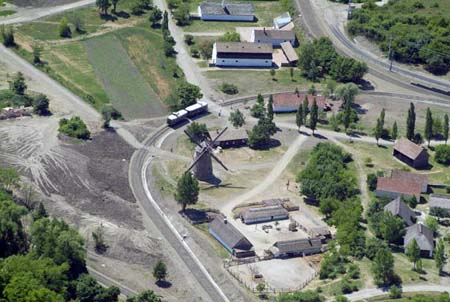
A Skanzen légifotón
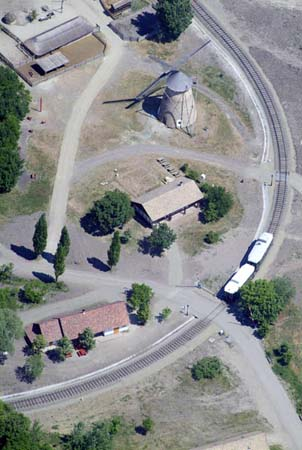
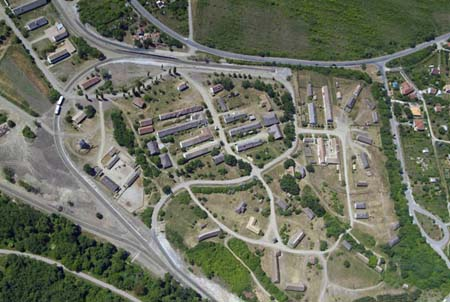
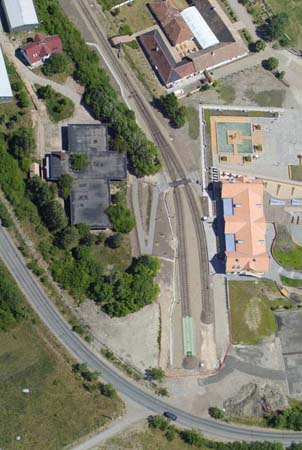
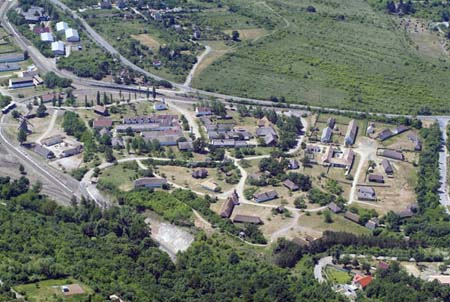
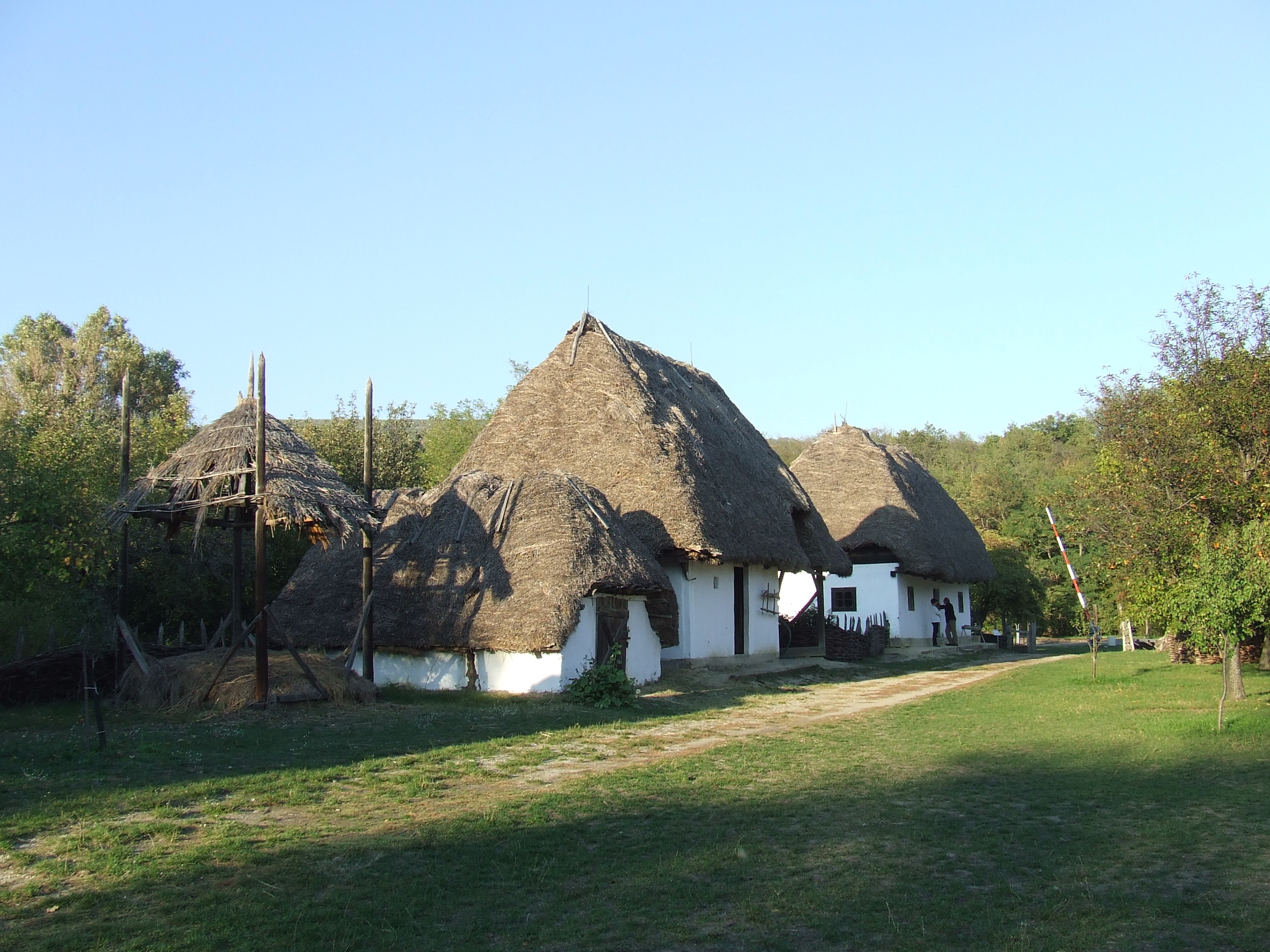
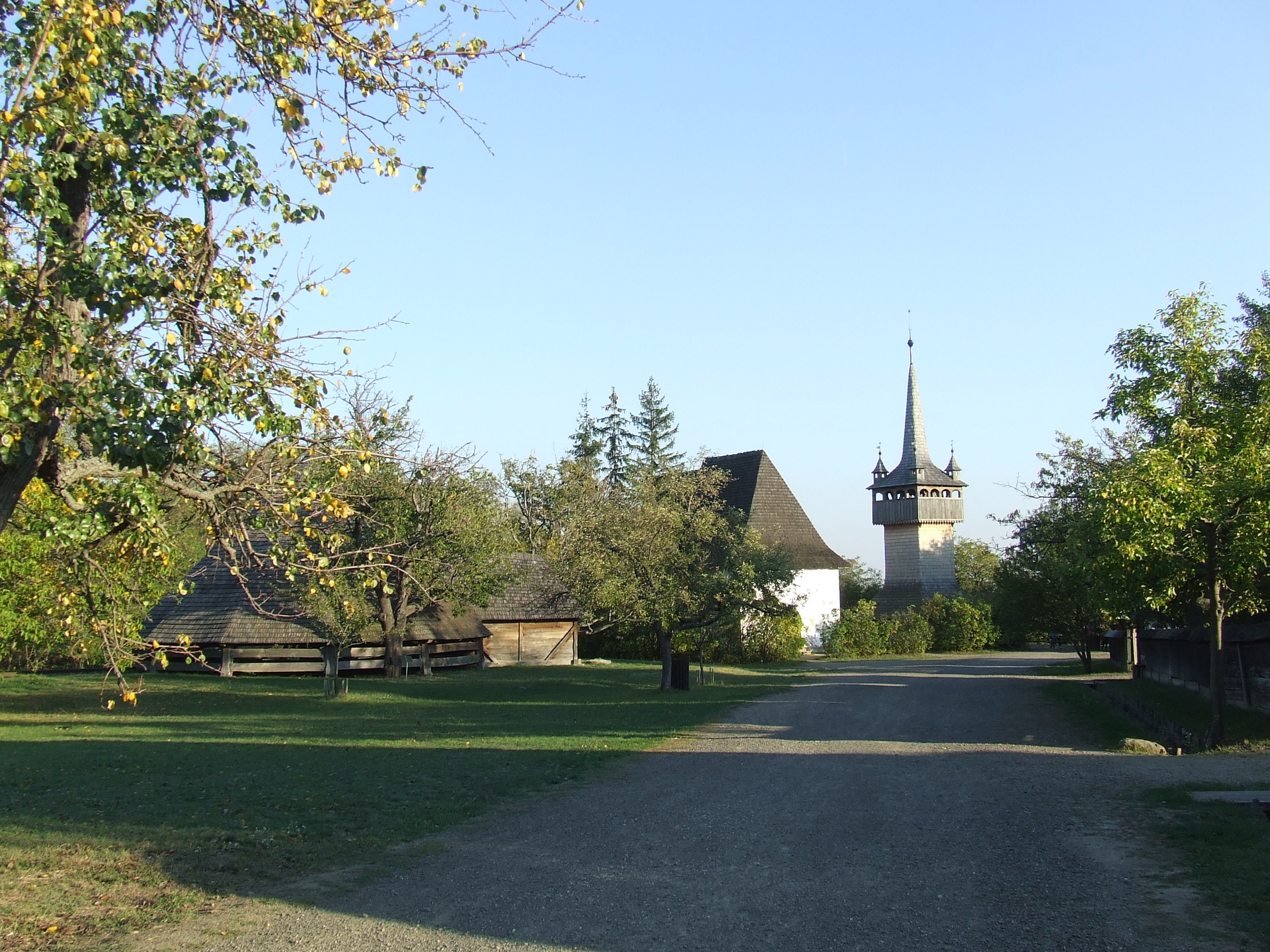
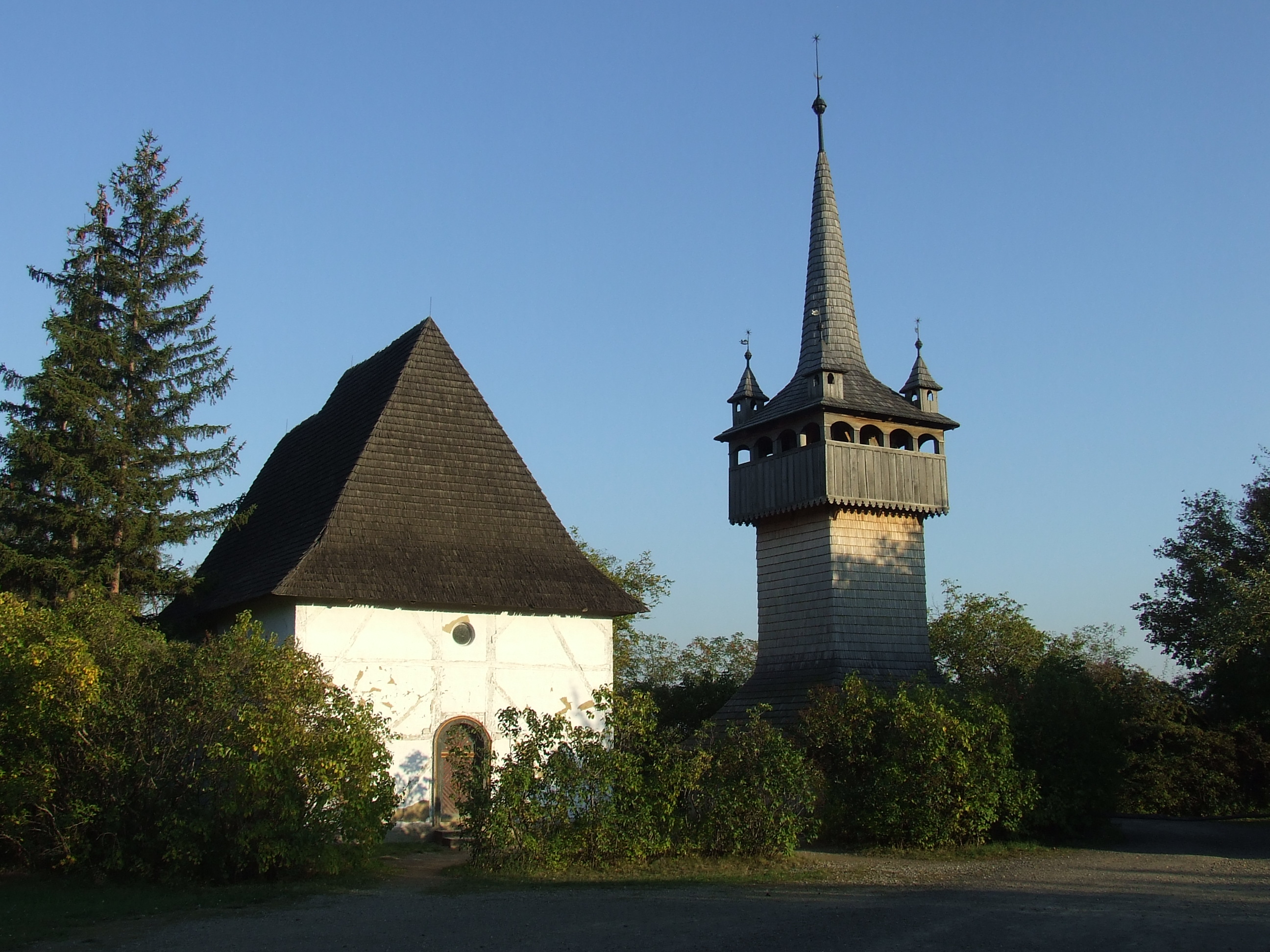
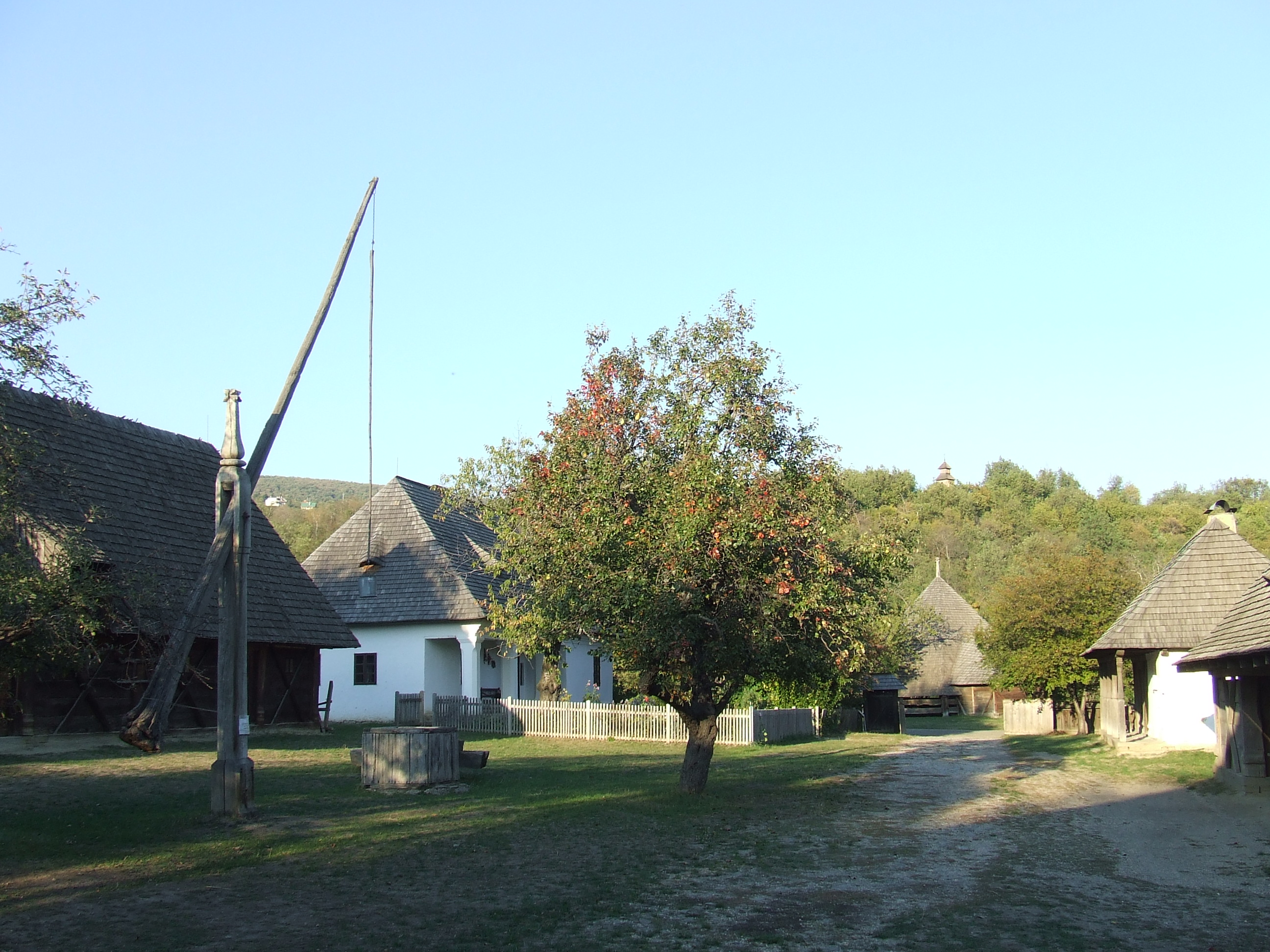